# متحف اللوفر

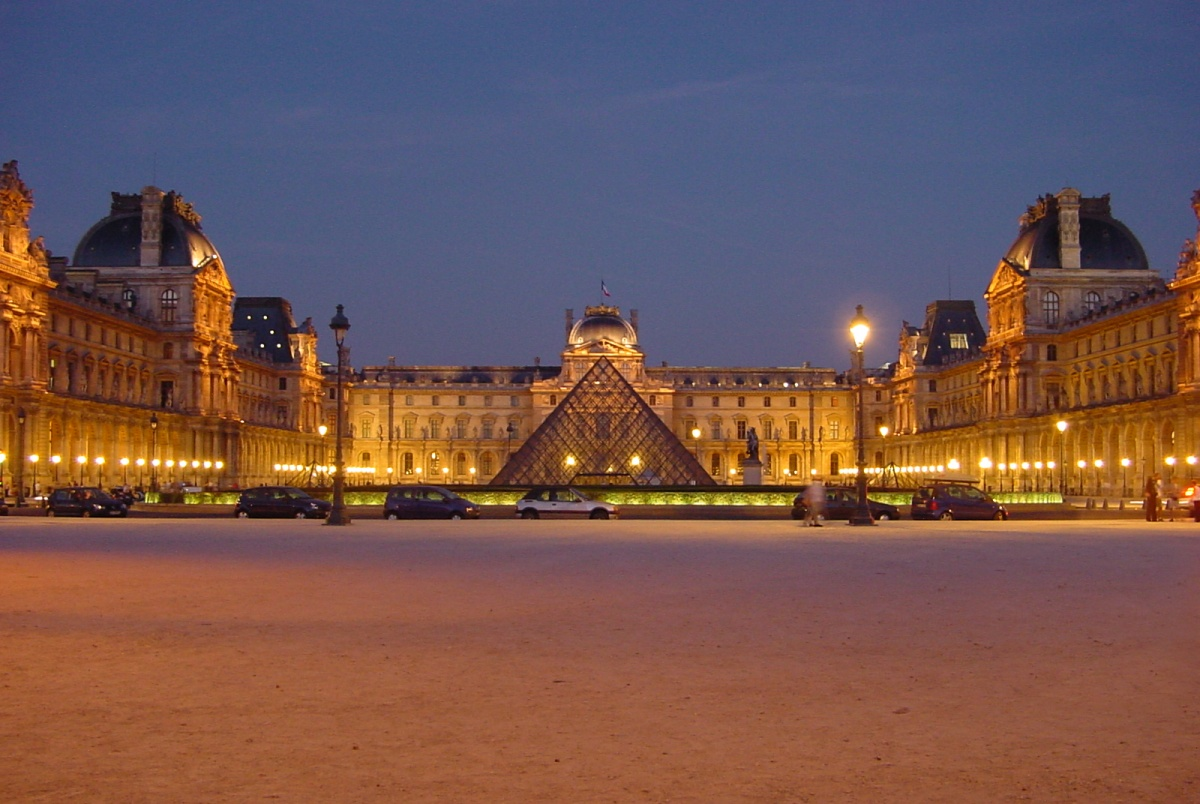
متحف اللوفر في الليل

متحف اللوفر، هو متحف فني وطني في باريس، فرنسا، و أحد أشهر المتاحف في العالم. يقع على الضفة الشماليَّة لنهر السين في باريس عاصمة فرنسا. يعد متحف اللوفر أكبر صالة عرض للفن عالمياً وبه العديد من مختلف الحضارات الإنسانية، وبالمتحف توجد اللوحة الشهيرة الموناليزا للرسام ليوناردو دا فينشي وكان المتحف بالأصل قلعة بناها فيليب أوغوست عام 1190، تحاشياً للمفاجآت المقلقة هجوما على المدينة أثناء فترات غيابه الطويلة في الحملات الصليبية، وأخذت القلعة اسم المكان الذي شُيدت عليه، لتتحول لاحقاً إلى قصر ملكي عُرف باسم قصر اللوفر قطنه ملوك فرنسا وكان آخر من اتخذه مقراً رسمياً لويس الرابع عشر الذي غادره إلى قصر فرساي العام 1672 ليكون مقر الحكم الجديد تاركا اللوفر ليكون مقراً يحوي مجموعة من التحف الملكية والمنحوتات على وجه الخصوص. في عام 1692 شغل المبنى أكاديميتان للتمثيل والنحت والرسم والتي افتتحت أولى صالوناتها العام 1699. وقد ظلت تشغل المبنى طوال 100 عام.
وخلال الثورة الفرنسية أعلنت الجمعية الوطنية أن اللوفر ينبغي أن يكون متحفاً قومياً لتعرض فيه روائع الأمة. ليفتتح المتحف في 10 أغسطس 1793.
ويعدّ اللوفر أكبر متحف وطني في فرنسا وأكثر متحف يرتاده الزوار في العالم. خضع في عهد الرئيس الفرنسي الراحل فرنسوا ميتيران إلى عمليات إصلاح وتوسعة كبيرة.

## أقسام المتحف
والمتحف مقسم إلى أجزاء عدة حسب نوع الفن وتاريخه. ويبلغ مجموع أطوال قاعاته نحو 13 كيلومتر مربع، وهي تحوي على أكثر من مليون قطعة فنية سواء كانت لوحة زيتية أو تمثالاً. وبالمتحف مجموعة رائعة من الآثار الإغريقية والرومانية والمصرية ومن حضارة بلاد الرافدين العريقة -والتي يبلغ عددها 5664 قطعة أثرية-، بالإضافة إلى لوحات وتماثيل يرجع تاريخها إلى القرن الثامن عشر الميلادي.
يدخل الزائر إلى متحف اللوفر من خلال هرم زجاجي ضخم تم افتتاحه في عام 1999م، وأهم أقسام المتحف القاعة الكبرى التي شيدها كاترين دي ميديشي، في القرن السابع عشر، وتحتوي على العشرات من اللوحات النادرة لعباقرة الرسامين، تتصدرها تحفة ليوناردو دا فينشي الموناليزا الشهيرة التي رسمها عام 1503م. وأيضا من روائع لوحات القاعة وجه فرانسيس الأول للرسام تيتان.
وإلى يمين القاعة الكبرى، هناك قاعة ضيقة يعرض فيها بعض لوحات الرسام الفرنسي تولوتريك الذي اقترن اسمه بمقهى المولان روج. وفي قاعة أخرى من المتحف، يمكن مشاهدة لوحة زيتية شهيرة هي لوحة تتويج نابليون الأول للرسام دافيد. ويحتوي المتحف أيضاً على تمثال البيليجورا، وهو الذي استخدم في فيلم (البيليجورا شبح اللوفر). وكما يحتوي المتحف على العديد من الأثار الشرق أوسطية والتي قام الأوروبيون بسرقتها خلال حملاتهم الصليبية والاستعمارية على مدار القرون، حيث يتم عرضها حالياً في المعرض. وقد كتب عن هذا المتحف العديد من الروايات المشوقة، من أهمها رواية (شيفرة دا فينشي) للكاتب العالمي دان براون
.فكرة متحف اللوفر يوم بدأ فرانسوا لأول بجمع مختارات فنية جديدة مكونة من اثنتي عشر لوحة ثم تابع هنري الثاني وكاثرين دو ميديسي عملية إثراء المجموعة بأعمال مميزة، كما فعل الكثير من الحكام غيرهم.
ساهم نابليون الأول بدوره في تعديل معمارية القصر، فتمت صيانة أعمدته، ونحت واجهته المطلة على النهر.. وأستمر العمل في تعديل قاعاته، ودُرس مشروع ربط قصر اللوفر بقصر التويلري ليكونا قصرا واحدا إلا أن خسارة معركة ووترلو، وقدوم المتحالفين وقيامهم بالاستيلاء على أكبر قدر ممكن من الكنوز المتراكمة دون أن يتمكن من اعتراضهم أحد...
الأقسام والمدارس الفنية التي يضمها المتحف
كالآتي:
- الشرقيات.
- مصر القديمة.
- الحضارتان اليونانية والرومانية
بالإضافة إلى المدارس الفنية التالية:
- المدرسة الفرنسية.
- المدرسة الإيطالية.
- المدرسة الهولندية والفنلندية.
- المدرسة الإنجليزية
وتنقسم مجموعاته إلى 7
- الإدارات

شرقية الآثار، الآثار المصرية واليونانية والرومانية والأترورية لوحات والمنحوتات والفنون التخطيطية من العصور الوسطى حتى عام 1850.

## لمحة تاريخية

### القرن الثاني عشر وحتى القرن العشرين

#### قصر العصور الوسطى وعصر النهضة وبوربون
بدأ قصر اللوفر الذي يُعرف اليوم بمتحف اللوفر باعتباره حصنًا لفيليب الثاني في القرن الثاني عشر، كان قد بناه لحماية المدينة من الجنود الإنجليز في نورماندي. ليس معروفًا ما إذا كان المبنى هو الأول في هذا المكان، ومن الممكن أن فيليب قد أجرى تعديلاته على برج موجود أصلًا. بحسب ما جاء في موسوعة لاروس الكبرى الرسمية، فإن اسم القصر مشتق من العلاقة مع عرين صيد الذئب. تركت القديسة فاري وهي رئيسة دير في مو في القرن السابع عشر، جزءًا من «فيلا تسمى لوفرا تقع في منطقة باريس» ليصبح ديرًا، وعلى الأرجح أن هذه المنطقة لا تتوافق تمامًا مع الموقع الحديث.
تبدل قصر اللوفر بشكل متكرر طوال فترة العصور الوسطى. حول تشارلز الخامس المبنى إلى مسكن في القرن الرابع عشر وفي عام 1546، جدد فرانسوا الأول الموقع بأسلوب عصر النهضة الفرنسية، وحصل على ما يُشكل اليوم نواة مقتنيات اللوفر بما فيها الموناليزا لليوناردو دا فينشي. بعد أن اختار لويس الرابع عشر فرساي كمقر لإقامته في عام 1682، تباطأت عملية البناء، ومع ذلك فقد سمحت هذه الخطوة باستخدام اللوفر كسكن للفنانين تحت الرعاية الملكية. مُنحت أربعة أجيال من عائلة بول الرعاية الملكية وأقاموا في اللوفر بالترتيب التالي: بيير بول وجان بول وأندريه تشارلز بول وأبناؤه الأربعة (جان فيليب وبيير بنوا (تقريبًا بين 1683- 1741) وتشارلز أندريه (1685- 1749) وتشارلز جوزيف (1688- 1754))، وجاء بعده أندريه تشارلز بول (1642- 1732) وهو أشهر صانع خزائن في فرنسا والفنان الأبرز في مجال صناعة الخشب المعروف أيضًا باسم «التطعيم الزخرفي». كان بول «أبرز صانعي الخزائن الفرنسيين» وقد نصح به جان بابتيست كولبير (1619- 1683)، لويس الرابع عشر ملك فرنسا الملقب بالملك الشمس، باعتبار أن بول «أكثر الحرفيين مهارة في مهنته». عرض أندريه تشارلز بول أعمالًا فنية لا تقدر بثمن في اللوفر، من بينها 48 رسمًا لرفائيل، قبل أن يدمرها حريق عام 1720.
أخذ عدد الاقتراحات بإنشاء معرض شعبي يزداد بحلول منتصف القرن الثامن عشر، مع نشر الناقد الفني لا فونت دو سانت يين في عام 1747، دعوة لعرض المجموعة الملكية. وافق لويس الخامس عشر في 14 أكتوبر من عام 1750 على عرض 96 قطعة من المجموعة الملكية، في المعرض الملكي للرسم في قصر لوكسمبورغ. افتُتحت الصالة من قبل لو نورمانت دو تورنيم والماركيز دو ماريني لكي يشاهد العامة لوحات روي خلال يومي الأربعاء والسبت، واحتوت على أعمال أندريا ديل سارتو الخيرية وأعمال رافائيل وتيتيان وفيروني ورامبرانت وبوسين أو فان ديك، حتى إغلاقه في عام 1780 نتيجة لإقدام الملك على إهداء القصر لكونت بروفانس (الملك المستقبلي، لويس الثامن عشر) في عام 1778. أصبحت فكرة المتحف الملكي سياسة في عهد لويس السادس عشر. وسع الكونت المجموعة واقترح في عام 1776 تحويل المعرض الكبير في اللوفر –الذي يحتوي على خرائط- إلى «المتحف الفرنسي». قُدمت العديد من المقترحات لتجديد اللوفر وتحويله إلى متحف، ولكن لم يُتفق على أي منها، وبذلك ظل المتحف غير مكتمل حتى اندلاع الثورة الفرنسية.

### الثورة الفرنسية
حُول اللوفر خلال الثورة الفرنسية إلى متحف للعموم. أعلنت الجمعية في عام 1791، أن اللوفر سيكون «مكانًا يجمع آثار جميع العلوم والفنون». سُجن لويس السادس عشر في 10 أغسطس من عام 1792، وأصبحت المجموعة الملكية في متحف اللوفر ملكية وطنية. أعلنت الجمعية الوطنية في 19 أغسطس أن تجهيز المتحف هو أمر عاجل، وذلك خوفًا من التخريب أو السرقة. بدأت لجنة «الحفاظ على الذاكرة الوطنية» في أكتوبر، بحشد المجموعة بهدف عرضها.

### الافتتاح
افتُتح المتحف في 10 أغسطس من عام 1793، وهي الذكرى السنوية الأولى لوفاة الملكية. مُنح الجمهور إمكانية الدخول إلى المتحف مجانًا لمدة ثلاثة أيام في الأسبوع، وهذا ما اعتُبر «إنجازًا كبيرًا وقُدر من العموم». عرضت المجموعة 537 لوحة و184 قطعة فنية، اشتُق نحو ثلاثة أرباعها من المجموعات الملكية، بينما صودر الباقي من المهاجرين ومن ممتلكات الكنيسة (السلع الوطنية). خصصت الجمهورية 100,000 ليفر سنويًا لتوسيع وتنظيم المجموعة. بدأت الجيوش الثورية الفرنسية في عام 1794 بجلب القطع من شمال أوروبا من أعمال الفاتيكان، وقد ازدادت قوة هذه الجيوش بعد معاهدة تولينتينو (1797)، وكان من ضمن هذه الأعمال لاوكون وأبناؤه وأبولو بلفيدير، لإنشاء متحف اللوفر «كعلامة على السيادة الشعبية».
كانت الأيام الأولى عصيبة، وواصل الفنانون المميزون العيش في السكن الخاص بهم وعُلقت اللوحات غير الموسومة «متراصة بجانب بعضها البعض من الأرض وحتى السقف». أغُلق الهيكل نفسه في مايو من عام 1796 بسبب الخلل الإنشائي، ثم أُعيد افتتاحه في 14 يوليو من عام 1801، بعد أن رُتبت عناصره ترتيبًا زمنيًا وزُود بإضاءة وأعمدة جديدة.

### نابليون
بدأ بناء الجناح الشمالي الموازي للمعرض الكبير في عهد نابليون الأول، ونمت المجموعة بسبب الحملات العسكرية المكللة بالنجاح. عين نابليون المدير الأول للمتحف وهو دومينيك فيفان دينون، بعد الحملة المصرية التي امتدت منذ 1798 وحتى 1801. أُعيد تسمية المتحف باسم «متحف نابليون» في عام 1803 تكريمًا له، واستُحوذ على الأعمال الإسبانية والنمساوية والهولندية والإيطالية، إما كغنائم أو من خلال معاهدات مثل معاهدة تولينتينو. وُقعت معاهدة كامبو فورميو مع الكونت فيليب فون كوبنزل من الملكية النمساوية، في نهاية حملة نابليون الإيطالية الأولى في عام 1797. لم تحدد هذه المعاهدة الانتهاء غزو نابليون لإيطاليا فقط، بل نهاية المراحل الأولى من الحروب الثورية الفرنسية أيضًا. كان مطلوبًا من المدن الإيطالية بموجب هذه المعاهدة المساهمة بقطع فنية وتراثية للمشاركة في «مسيرات الغنائم» التي أقامها نابليون عبر باريس قبل وضعها في متحف اللوفر. كانت خيول سان ماركو واحدة من أشهر القطع التي جرى الحصول عليها في إطار هذا البرنامج. أُحضرت الخيول البرونزية الأربعة الأثرية التي زينت كنيسة سان ماركو في البندقية بعد نهب القسطنطينية عام 1204، إلى باريس لتوضع على قمة قوس الكاروسيل الخاص بنابليون في عام 1797.
نهب الفرنسيون العديد من الكنائس والقصور بما فيها ذلك كنيسة القديس مارك، مما أثار غضب الإيطاليين وحساسياتهم الفنية والثقافية. وقع نابليون في عام 1797 على معاهدة تولينتينو، ونُقل اثنين من التماثيل النايل والتايبر إلى باريس ووضع كلاهما في متحف اللوفر حتى عام 1815. أُعيد النايل إلى إيطاليا بعد هزيمة نابليون، وبقي التايبر في اللوفر، ويمكن رؤيته ضمن المجموعات في يومنا هذا.
لم تكن شبه الجزيرة الإيطالية المنطقة الوحيدة التي أخذ نابليون الفن منها. قاد نابليون (ثم الجنرال) رحلة استكشافية إلى مصر تحت حكومة الدليل في التسعينيات من القرن الثامن عشر، وكانت هذه الحملة جهدًا توسعيًّا من جانب الحكومة، ولكن كان للدليل هدف آخر هو جعل باريس مركزًا للفنون والعلوم والثقافة. أراد الدليل أن تتحمل فرنسا مسؤولية تحرير الأعمال الفنية التي اعتبرتها في خطر من أجل حماية وتأميم تراث وثقافة رعاياها. نتيجة لذلك، كان هناك فرق مؤلفة من الفنانين والعلماء الذين رافقوا الجيوش في معركة مجهزة بقوائم من اللوحات والمنحوتات وغيرها من قطع التراث التي يُراد جمعها وتخزينها وشحنها إلى فرنسا.
كان دومينيك فيفان تدينون المستشار الفني لنابليون، ورافقه في رحلته إلى مصر. اكتُشف وادي الملوك في مصر بمشاركته وجرت دراسته على نطاق واسع، وعينه نابليون بناء على ذلك مديرًا لمتحف نابليون المعروف سابقًا بمتحف اللوفر، مما عزز مكانة المتحف كمركز للتراث العالمي ومخزن للتراث الثقافي.
يُعد اكتشاف حجر الرشيد من أهم الاكتشافات التي حُققت خلال حملة نابليون في مصر، فقد اكتُشف هذا الحجر في عام 1799، وتمكنوا في النهاية من فك رموزه الهيروغليفية القديمة. لم يصل الحجر إلى متحف اللوفر على الرغم من اكتشاف الفرنسيين له. استولت القوات البريطانية على الحجر بعد هزيمة نابليون في مصر والتوقيع اللاحق على معاهدة الإسكندرية في عام 1801. يُعرض الحجر اليوم في المتحف البريطاني.
سعى أصحاب الأعمال السابقون إلى استعادة أعمالهم بعد الهزيمة الفرنسية في واترلو. لم يمتثل المسؤولون في متحف اللوفر وأخفوا العديد من الأعمال في مجموعاتهم الخاصة. أرسلت بعض الدول الأجنبية مبعوثين إلى لندن لطلب المساعدة ردًا على ذلك، واستُعيدت الكثير من القطع، حتى تلك التي حُفظت في اللوفر. أبرم لويس الثامن عشر أخيرًا اتفاقيات مع الحكومة النمساوية في عام 1815، للاحتفاظ بقطع مثل زفاف في كانا لفرونزه التي استُبدلت بقطع كبيرة للوبرون أو لإعادة شراء مجموعة ألباني.

## القرن الواحد والعشرين
يحّتوي متحف اللوفر على أكثر من 380000 قطعة ويعرض 35000 عمل فني في ثمانية أقسام تنظيميَّة مع أكثر من 60600 متر مربع (652000 قدم مربع) مخصّصة للمجموعة الدائمة. يعرض متحف اللوفر منحوتات وأعمال فنية ولوحات ورسومات واكتشافات أثرية. إنه المتحف الأكثر زيارة في العالم، بمتوسط 15000 زائر يوميًا، 65 بالمائة منهم من السياح الأجانب.
بعد فوز المهندسين المعماريين ماريو بيليني ورودي ريتشيوتي بمسابقة دولية لإنشاء صالات عرض جديدة للفن الإسلامي، تم افتتاح الجناح الجديد الذي تبلغ مساحته 3000 متر مربع  في نهاية المطاف في عام 2012، ويتألف من مساحات داخلية على مستوى الأرض والسفلى تعلوها مساحة سقف ذهبي متموج (مصنوع من حوالي 9000 أنبوب فولاذي تُشكل شبكة داخليَّة) يبدو أنه يطفو داخل فناء فيسكونتي الكلاسيكي الجديد في منتصف الجناح الجنوبي لمتحف اللوفر. تمثل صالات العرض، التي كان المتحف يأمل افتتاحها في البداية بحلول عام 2009، أول تدخل معماري رئيسي في متحف اللوفر منذ إضافة الهرم الزجاجي لـ I.M. Pei في عام 1989.
في 5 فبراير 2015، قام حوالي مائة عالم آثار، احتجاجًا على التدخل التجاري الخاص لحماية التراث الفرنسيّ، بإغلاق مكاتب تذاكر متحف اللوفر لتسهيل الوصول المجاني إلى المتحف. تم إرفاق إعلان واحد على الأقل بعنوان «الدخول المجاني الذي قدمه علماء الآثار» بمكتب التذاكر وقام عدد من الأشخاص بزيارة المتحف مجانًا.
اللوفر ملك للحكومة الفرنسيَّة. ومع ذلك، مُنذ التسعينيَّات أصبحت أكثر استقلاليَّة. منذ عام 2003 طُلب من المتحف توفير الأموال للمشاريع. وبحلول عام 2006 انخفضت الأموال الحكومية من 75 في المائة من إجمالي الميزانية إلى 62 في المائة. في كل عام، يجمع متحف اللوفر الآن ما يحصل عليه من الدولة، حوالي 122 مليون يورو. تدفع الحكومة تكاليف التشغيل (الرواتب والأمان والصيانة)، في حين أن الباقي- الأجنحة الجديدة، والتجديدات، والاستحواذ- متروك للمتحف للتمويل. يجمع متحف اللوفر ما بين 3 إلى 5 ملايين يورو سنويًا من المعارض التي يرعاها لمتاحف أخرى، بينما يحتفظ المتحف المضيف بأموال التذاكر. عندما أصبح متحف اللوفر نقطة اهتمام في كتاب شيفرة دافنشي وفيلم 2006 المبني على الكتاب، حصل المتحف على 2.5 مليون دولار من خلال السماح بالتصوير في صالات العرض. في عام 2008، قدمت الحكومة الفرنسية 180 مليون دولار من ميزانية اللوفر السنوية البالغة 350 مليون دولار؛ وجاء الباقي من المساهمات الخاصة ومبيعات التذاكر.
يعمل في متحف اللوفر 2000 موظف بقيادة المدير جان لوك مارتينيز،  الذي يقدم تقاريره إلى وزارة الثقافة والاتصالات الفرنسيَّة. حل مارتينيز محل هنري لويريت في أبريل 2013. في عهد لويريت، الذي حل محل بيير روزنبرغ في عام 2001، خضع متحف اللوفر لتغييرات في السياسة تسمح له بإعارة واستعارة أعمال أكثر من ذي قبل. في عام 2006، أقرضت 1300 عمل، مما مكنها من اقتراض المزيد من الأعمال الأجنبيَّة. من عام 2006 إلى عام 2009، أعار متحف اللوفر العمل الفني إلى المتحف العالي للفنون في أتلانتا، جورجيا، وتلقى مبلغًا قدره 6.9 مليون دولار لاستخدامه في أعمال التجديد.
في عام 2012، أعلن متحف اللوفر ومتاحف الفنون الجميلة في سان فرانسيسكو عن تعاون لمدة خمس سنوات في المعارض والمنشورات والحفاظ على الفن والبرامج التعليمية. تلقت التوسعة البالغة 98.5 مليون يورو لمعارض الفن الإسلامي في عام 2012 تمويلًا حكوميًا بقيمة 31 مليون يورو، بالإضافة إلى 17 مليون يورو من مؤسسة الوليد بن طلال التي أسسها الأمير السعودي. تبرعت جمهورية أذربيجان وأمير الكويت وسلطان عمان والملك المغربي محمد السادس بما مجموعه 26 مليون يورو. بالإضافة إلى ذلك، من المفترض أن يوفر افتتاح متحف اللوفر أبوظبي 400 مليون يورو على مدار 30 عامًا لاستخدامه العلامة التجاريَّة للمتحف. حاول لويريت تحسين الأجزاء الضعيفة من المجموعة من خلال الدخل المتولد من القروض الفنية ومن خلال ضمان أن «20٪ من إيصالات القبول سيتم أخذها سنويًا لعمليات الاستحواذ». يتمتع باستقلال إداري أكبر للمتحف وحقق 90 بالمائة من صالات العرض تفتح يوميًا، مقابل 80 بالمائة سابقًا. أشرف على إنشاء ساعات طويلة ودخول مجاني في ليالي الجمعة وزيادة ميزانيَّة الاستحواذ إلى 36 مليون دولار من 4.5 مليون دولار.
في الذكرى الخمسمئة لوفاة ليوناردو دافنشي، أقام متحف اللوفر أكبر معرض فردي لأعماله في الفترة من 24 أكتوبر 2019 إلى 24 فبراير 2020. واشتمل الحدث على أكثر من مائة عنصر: لوحات ورسومات ودفاتر. تم عرض 11 كاملة من أقل من 20 لوحة أكملها دافنشي في حياته. خمسة منها مملوكة لمتحف اللوفر، لكن الموناليزا لم يتم تضمينها لأنها مطلوبة بشدة بين زوار متحف اللوفر؛ ظل العمل معروضًا في معرضه. كما لم يتم تضمين سالفاتور مندي لأن المالك السعودي لم يوافق على نقل العمل من مخبأه. ومع ذلك، تم عرض الرجل الفيتروفي، بعد معركة قانونيَّة ناجحة مع مالكها، جاليريا ديل أكاديميا في البندقيَّة.

### تأثير كوفيد -19
شهد متحف اللوفر، الذي تم إغلاقه لمدة ستة أشهر خلال عمليات الإغلاق الفرنسيَّة بسبب فيروس كورونا، انخفاضًا في أعداد الزائرين إلى 2.7 مليون في عام 2020، من 9.6 مليون في عام 2019 و10.2 مليون في عام 2018، وهو عام قياسي.

#### متاحف الأقمار الصناعية

##### لينس
في عام 2004، قرّر المسؤولون الفرنسيون بناء متحف للأقمار الصناعية في موقع حفرة فحم مهجورة في بلدة التعدين السابقة لنس لتخفيف الازدحام في متحف اللوفر في باريس وزيادة إجمالي زيارات المتاحف وتحسين اقتصاد الشمال الصناعي. تم النظر في ست مدن للمشروع: أميان وأراس وبولوني سور مير وكاليه ولينس وفالنسيان. في عام 2004، اختار رئيس الوزراء الفرنسي جان بيير رافاران لينس ليكون موقع المبنى الجديد، لوفر لينس. تم اختيار المهندسين المعماريين اليابانيين سانا (SANAA) لتصميم مشروع لنس في 2005. توقع مسؤولو المتحف أن المبنى الجديد، القادر على استقبال حوالي 600 عمل فني، سيجذب ما يصل إلى 500000 زائر سنويًا عند افتتاحه في عام 2012.

##### أبو ظبي
في 8 نوفمبر 2017، افتُتح الامتداد المباشر لمتحف اللوفر، اللوفر أبو ظبي، أبوابه للجمهور في مدينة أبو ظبي. اتفاقية مدتها 30 عامًا، وقعها وزير الثقافة الفرنسي رينو دونديو دي فابريس والشيخ سلطان بن طحنون آل نهيان، تم إنشاء المتحف في جزيرة السعديات في أبو ظبي مقابل 832 مليون يورو (1.3 مليار دولار أمريكي). يحتل متحف اللوفر أبوظبي، الذي صممه المهندس المعماريّ الفرنسيّ جان نوفيل والشركة الهندسية لشركة بورو هابولد، مساحة 24000 متر مربع (260 ألف قدم مربع) ومغطى بسقف معدني مبدع مصمم لإلقاء أشعة الضوء التي تحاكي ضوء الشمس الذي يمر عبر سعف النخيل. في واحة. وافقت فرنسا على تناوب ما بين 200 و 300 عمل فني خلال فترة 10 سنوات؛ لتوفير الخبرة الإدارية؛ ولتوفير أربعة معارض مؤقتة في السنة لمدة 15 سنة. سيأتي الفن من متاحف متعددة، بما في ذلك متحف اللوفر، ومركز جورج بومبيدو، ومتحف أورسيه، وفرساي، ومتحف غيميه، ومتحف رودان، ومتحف كاي برانلي.

##### إيران
في مارس 2018، تمَّ افتتاح معرض يضم عشرات الأعمال الفنيَّة والآثار التابعة لمتحف اللوفر الفرنسيّ للزوار في طهران، نتيجة لاتفاق بين الرئيسين الإيراني والفرنسي في عام 2016. وفي متحف اللوفر، تم تخصيص قسمين لآثار المتحف. الحضارة الإيرانية، وزار مديرو الإدارتين طهران. تم عرض آثار تعود لمصر القديمة وروما وبلاد ما بين النهرين بالإضافة إلى مقتنيات ملكيَّة فرنسيَّة في معرض طهران. .
تم تصميم وبناء متحف إيران الوطني من قبل المهندس الفرنسي أندريه جودار. بعد الوقت الذي قضاه في طهران، من المُقرر أن يُقام المعرض في متحف خراسان الكبير في مشهد، شمال شرق إيران في يونيو 2018.

#### الحفاظ على
في عام 2009، وافق وزير الثقافة فريديريك ميتران على خطة من شأنها أن تنشئ منشأة تخزين على بعد 30 كيلومترًا (19 ميلًا) شمال غرب باريس للاحتفاظ بأشياء من متحف اللوفر ومتحفين وطنيّين آخرين في منطقة الفيضانات في باريس، متحف دو كواي برانلي ومتحف أورسي؛ تم إلغاء الخطة لاحقًا. في عام 2013، أعلن خليفته أوريلي فيليبيتي أن متحف اللوفر سينقل أكثر من 250000 عمل فني في منطقة تخزين تحت الأرض تبلغ مساحتها 20 ألف متر مربع (220 ألف قدم مربع) في ليفين (باد كاليه)؛ سيتم تقسيم تكلفة المشروع، المقدرة بـ 60 مليون يورو، بين المنطقة (49٪) ومتحف اللوفر (51٪). سيكون متحف اللوفر هو المالك والمدير الوحيد للمتجر. في يوليو 2015، تم اختيار فريق بقيادة الشركة البريطانية روجرز ستيرك هاربور+ شركاؤه لتصميم المجمع الذي سيحتوي على مساحات عمل مليئة بالضوء تحت سقف أخضر واسع.

### عمليات الاستحواذ المثيرة للجدل
يشارك متحف اللوفر في الجدل الذي يُحيط بالمّمتلكات الثقافيَّة التي تمَّت مُصادرتها في عهد نابليون الأول، وكذلك أثناء الحرب العالميَّة الثانيَّة من قبل النازيّين. خلال الاحتلال النازيّ، سُرقت آلاف الأعمال الفنيَّة. ولكن بعد الحرب، أعيد 61233 عملاً من أكثر من 150.000 عمل فنيّ تمَّ الاسّتيلاء عليه إلى فرنسا وتمَّ تعيينها في مكتب اللوفر في متحف اللوفر. في عام 1949، عهدت بـ 2130 قطعة لم يطالب بها أحد (بما في ذلك 1001 لوحة) إلى مديرية متاحف فرنسا من أجل الاحتفاظ بها في ظل ظروف الحفظ المناسبة حتَّى اسّتردادها، وفي الوقت نفسه صنفتها على أنَّها (استرجاع المتاحف الوطنيَّة أو باللغة الإنجليزيَّة متاحف الأعمال الفنيَّة المستعادة). يُعتقد أن حوالي 10٪ إلى 35٪ من القطع تأتي من سلب يهودي  وحتى تحديد أصحابها الشرعيين، والذي تراجع في نهاية الستينيَّات، تم تسجيلهم إلى أجل غير مسمى في قوائم جرد منفصلة من مجموعات المتحف. اقتباس مطلوب]
تمَّ عرضها في عام 1946 وعرضها جميعًا للجمهور خلال أربع سنوات (1950-1954) من أجل السماح للمدعين الشرعيين بتحديد ممتلكاتهم، ثم تخزينها أو عرضها، حسب اهتماماتهم، في العديد من المتاحف الفرنسيَّة بما في ذلك متحف اللوفر. من عام 1951 إلى عام 1965، تمَّ إعادة حوالي 37 قطعة. منذ تشرين الثاني (نوفمبر) 1996، أصبح فهرس 1947-1949 المصور جزئياً متاحاً على الإنترنت وتمَّ استكماله. في عام 1997، بدأ رئيس الوزراء آلان جوبيه لجنة ماتيولي، برئاسة جان ماتيولي، للتحقيق في الأمر، ووفقًا للحكومة، فإن متحف اللوفر مسؤول عن 678 قطعة فنيَّة لم يطالب بها أصحابها الشرعيون. خلال أواخر التسعينيَّات، سمحت بمقارنة أرشيفات الحرب الأمريكيَّة، التي لم يتم إجراؤها من قبل، بالأرشيف الفرنسيّ والألمانيّ بالإضافة إلى قضيتين قضائيتين حُسمتا في النهاية بعض حقوق الورثة (عائلات جينتيلي دي جوزيبي وروزنبرغ) تحقيقات أكثر دقة. منذ عام 1996، كانت عمليات الاستعادة، وفقًا لمعايير أقل رسمية في بعض الأحيان، تتعلق بـ 47 قطعة أخرى (26 لوحة، 6 من متحف اللوفر بما في ذلك لوحة تيبولو المعروضة في ذلك الوقت)، حتى انتهت المطالبات الأخيرة للمالكين الفرنسيين وورثتهم مرة أخرى في عام 2006. [بحاجة لمصدر] وفقًا لسيرج كلارسفيلد، منذ الدعاية الكاملة والدائمة التي حصلت عليها الأعمال الفنية في عام 199، فإن غالبية الجالية اليهوديَّة الفرنسيَّة تؤيد مع ذلك العودة إلى الحكم المدني الفرنسيّ العادي المتمثل في الحصول على وصفة طبية لأي سلعة لم يطالب بها أحد بعد فترة طويلة أخرى من الوقت وبالتالي إلى اندماجهم النهائي في التراث الفرنسيّ المشترك بدلاً من نقلهم إلى مؤسسات أجنبيَّة مثل خلال الحرب العالميَّة الثانيَّة. [بحاجة لمصدر] اكتسبت حملات نابليون قطعًا إيطالية بالمعاهدات، كتعويضات حرب، وقطع من أوروبا الشماليَّة كغنائم بالإضافة إلى بعض الآثار التي تمَّ التنَّقيب عنها في مصر، على الرغم من أن الغالبيَّة العظمى من هذه الأخيرة تم الاستيلاء عليها كتعويضات حرب من قبل الجيش البريطاني وهي الآن جزء من مجموعات من المتحف البريطانيّ. من ناحية أخرى، فإنَّ برج دندرة، مثل حجر رّشيد، تُطالب به مصر على الرغم من أنّه تمَّ الحصول عليه في عام 1821، قبل التشريع المصري لمكافحة التصدير لعام 1835. وبالتالي، فقد جادلت إدارة متحف اللوفر لصالح الاحتفاظ بهذا العنصر على الرغم من الطلبات من مصر لعودتها. يشارك المتحف أيضًا في جلسات التحكيم التي تُعقد عبر لجنة اليونسكو لتعّزيز إعادة المُمتلكات الثقافيَّة إلى بلدانها الأصليَّة. أعاد المتحف بالتالي في عام 2009 خمسة أجزاء مصريَّة من اللوحات الجداريَّة (30 سم × 15 سم لكل منها) لم يتم لفت انتباه السلطات إلى وجود القبر الأصليّ إلا في عام 2008، بعد ثماني إلى خمس سنوات من اقتناء المتحف بحسن نية من مجموعتين خاصتين وبعد الاحترام اللازم لإجراءات رفع السرّية عن المجموعات العامة الفرنسيَّة أمام اللجنة العلميَّة الوطنيَّة لمجموعات متاحف فرنسا.

## المجموعات
يحتوي متحف اللوفر على أكثر من 380000 قطعة ويعرض 35000 عمل فني في ثمانية أقسام تنظيميَّة.

### الاثار المصرية

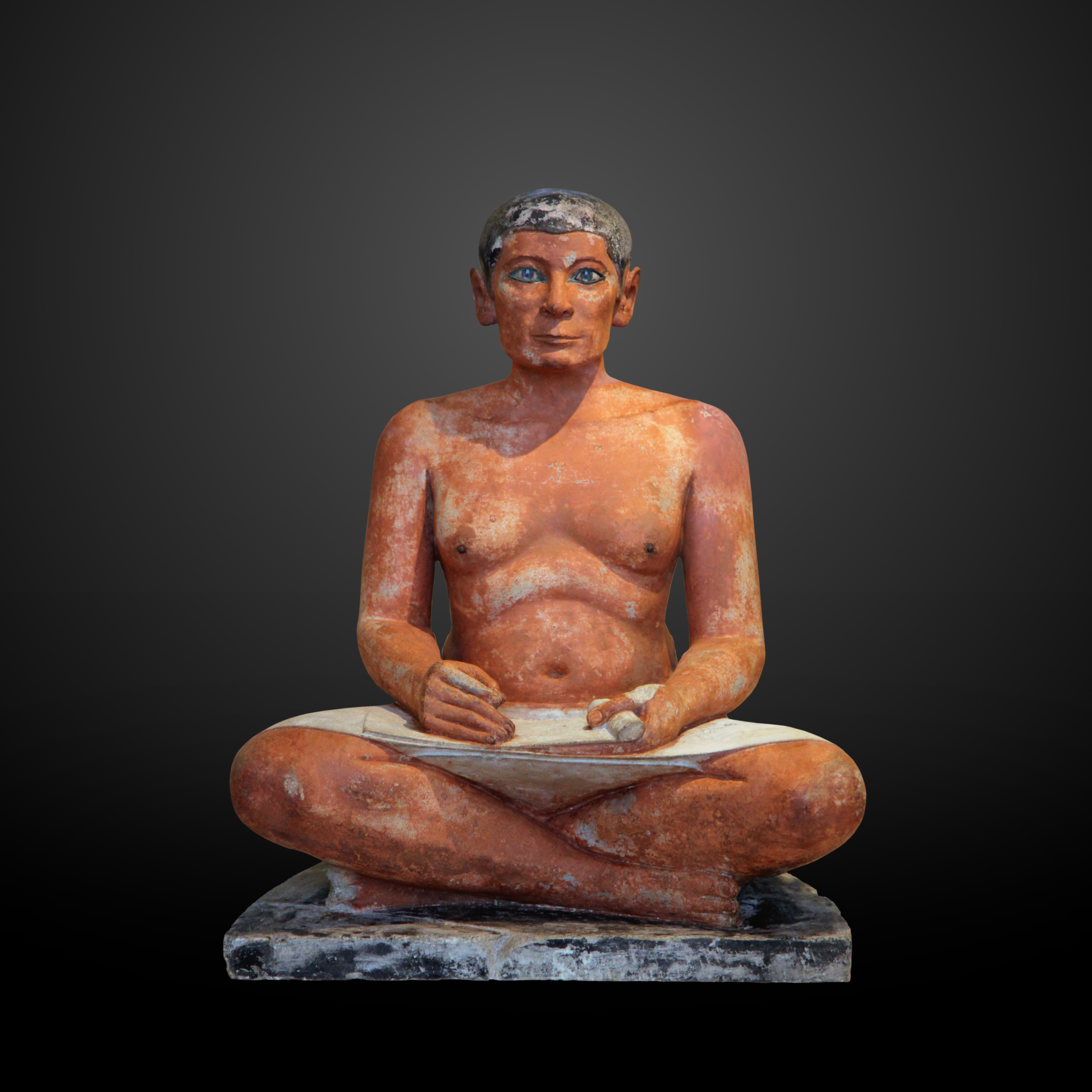
الكاتب الجالس من سقارة, مصر، الحجر الجيري والمرمر، حوالي 2600 و 2350 قبل الميلاد

يُضم القسم أكثر من 50000 قطعة، ويضم قطعًا أثرّية من حضارات النيل التي يعود تاريخها إلى 4000 قبل الميلاد إلى القرن الرابع الميلادي. تُعتبر المجموعة، من بين أكبر المجموعات في العالم، لمحة عامة عن الحياة المصرية في مصر القديمة، والمملكة المصرية الوسطى، والمملكة المصرية الحديثة، والفن القبطي، ومصر (مقاطعة رومانيَّة)، والمملكة البطلميَّة، والإمبراطورية البيزنطيَّة.
تكّمن أصول القسم في المجموعة الملكيَّة، ولكن تم تعزيزه من خلال رحلة نابليون الاستكشافيَّة عام 1798 مع دومينيك فيفان، المدير المستقبلي لمتحف اللوفر. بعد أن ترجم جان فرانسوا شامبليون حجر رشيد، أصدر تشارلز العاشر مرسوماً بإنشاء قسم للآثار المصرية. نصح شامبليون بشراء ثلاث مجموعات، شكلها إدميه أنطوان دوراند وهنري سولت وبرناردينو دروفيت. أضافت هذه الإضافات 7000 عمل. استمر النمُو من خلال عمليَّات الاسّتحواذ التي قام بها أوجوست مارييت، مؤسس المتحف المصري في القاهرة. أعاد مارييت، بعد التنّقيب في ممفيس، صناديق من الاكتشافات الأثرية بما في ذلك الكاتب الجالس.
تحت حراسة تمثال أبو الهُول الكبير (2000 قبل الميلاد)، تضم المجموعة أكثر من 20 غرفة. تشمل المقتنيَّات الفن ولفائف البردي والمومياوات والأدوات والملابس والمجوهرات والألعاب والآلات الموسيقيَّة والأسلحة. تشمل القطع من الفترة القديمة سكين جبل العركى من 3400 قبل الميلاد، الكاتب الجالس، ورأس الملك جدفرى. انتقل فن الدولة الوسطى، «المعروف بأعماله الذهبيَّة وتماثيله»، من الواقعيَّة إلى المثاليَّة؛ ويتجلى ذلك في تمثال الشست أمن-م-حات-عنخ وحامل القرابين الخشبي. إنَّ أقسام المملكة الحديثة والمصرية القبطية عميقة، لكن تمثال الإلهة نيفتيس والتصوير الجيري للإلهة حتحور يُظهران مشاعر وثروة الدولة الحديثَّة.

### آثار الشرق الأدنى

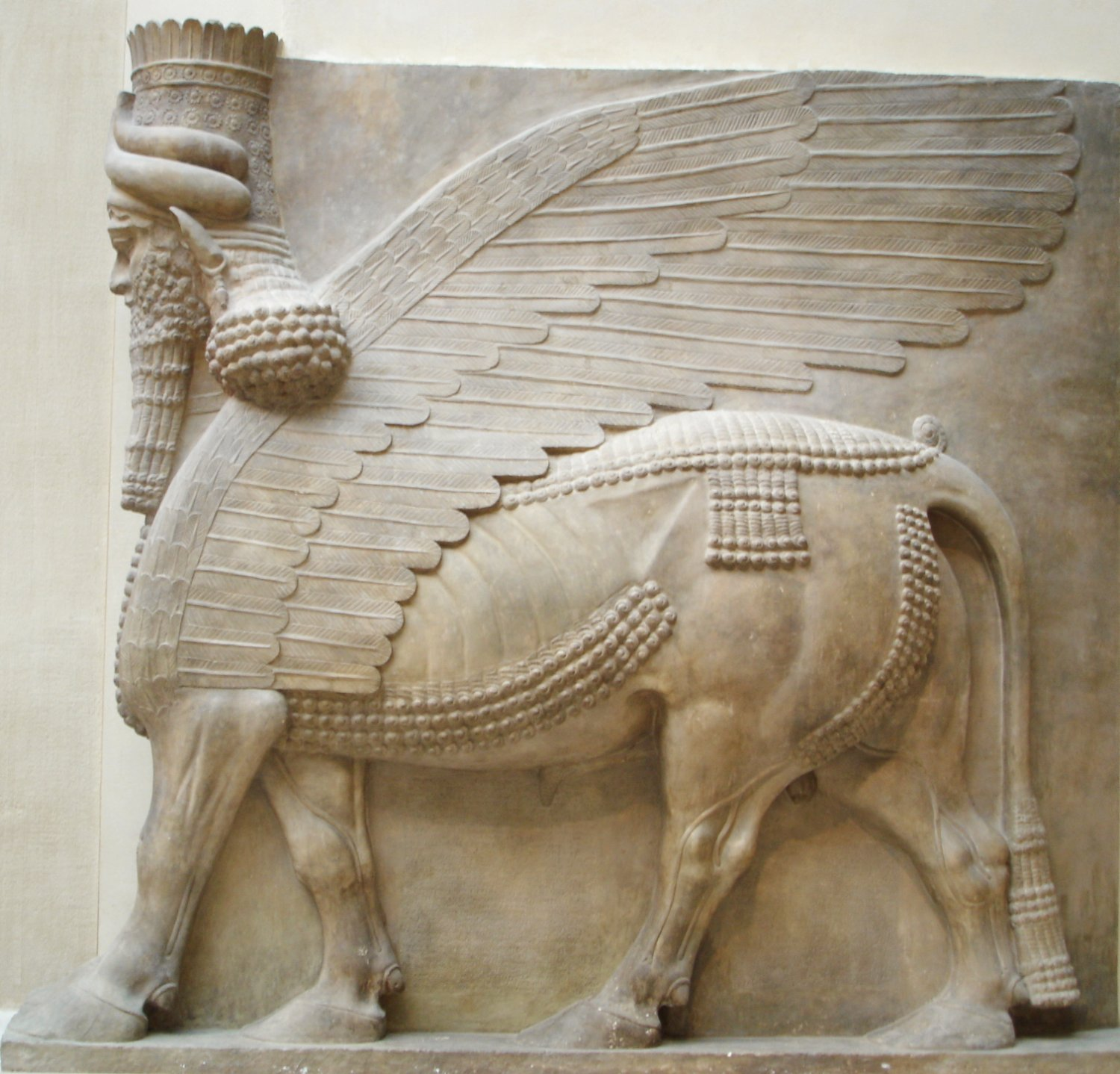
الثور المجنح برأس الإنسان (شيدو), آشور, الحجر الجيري، القرن الثامن قبل الميلاد

يعُود تاريخ آثار الشرق الأدنى، ثاني أحدث قسم، إلى عام 1881 ويُقدم لمحة عامة عن حضارة الشرق الأدنى المبكرة و «المستوطنات الأولى»، قبل وصول الإسلام. ينقسم القسم إلى ثلاث مناطق جغرافية: المشرق (الشرق الأدنى) وبلاد الرافدين (العراق) وبلاد فارس (إيران). يتوافق تطّوير المجموعة مع العمل الأثري مثل رحلة بول إميل بوتا عام 1843 إلى دور شروكين واكتشاف قصر سرجون الثاني. شكلت هذه الاكتشافات أساس المتحف الآشوري، الذي كان بمثابة مقدمة لقسم اليوم.
يحّتوي المتحف على معروضات من سومر ومدينة أكد، مع آثار مثل أمير لكش مسلة النسور من 2450 قبل الميلاد والمسلّة التي أقامها نارام سين، ملك أكد، للاحتفال بالنصر على البرابرة في جبال زاغروس. . يُظهر شريعة حمورابي الذي يبلُغ ارتفاعه 2.25 مترًا (7.38 قدمًا)، والذي تمَّ اكتشافه في عام 1901، القوانين البابلية بشكل بارز، بحيث لا يمكن لأي شخص أن يُدافع عن جهله. كما تُعرض في المتحف لوحة جدارية تعود إلى القرن الثامن عشر قبل الميلاد من تنصيب زمري ليم وتمثال إبيه إيل الذي يعود إلى القرن الخامس والعشرين قبل الميلاد والذي تم العثور عليه في مملكة ماري القديمة.[بحاجة لمصدر]
يحتوي الجزء الفارسي من متحف اللوفر على أعمال من الفترة القديمة، مثل الرأس الجنائزي والرماة الفارسيين لداريوس الأول. يحتوي هذا القسم أيضًا على قطع نادرة من تخت جمشيد والتي أعُيرت أيضًا إلى المتحف البريطانيّ من أجل معرض بلاد فارس القديمة في عام 2005.

### اليونانية والإترورية والرومانية

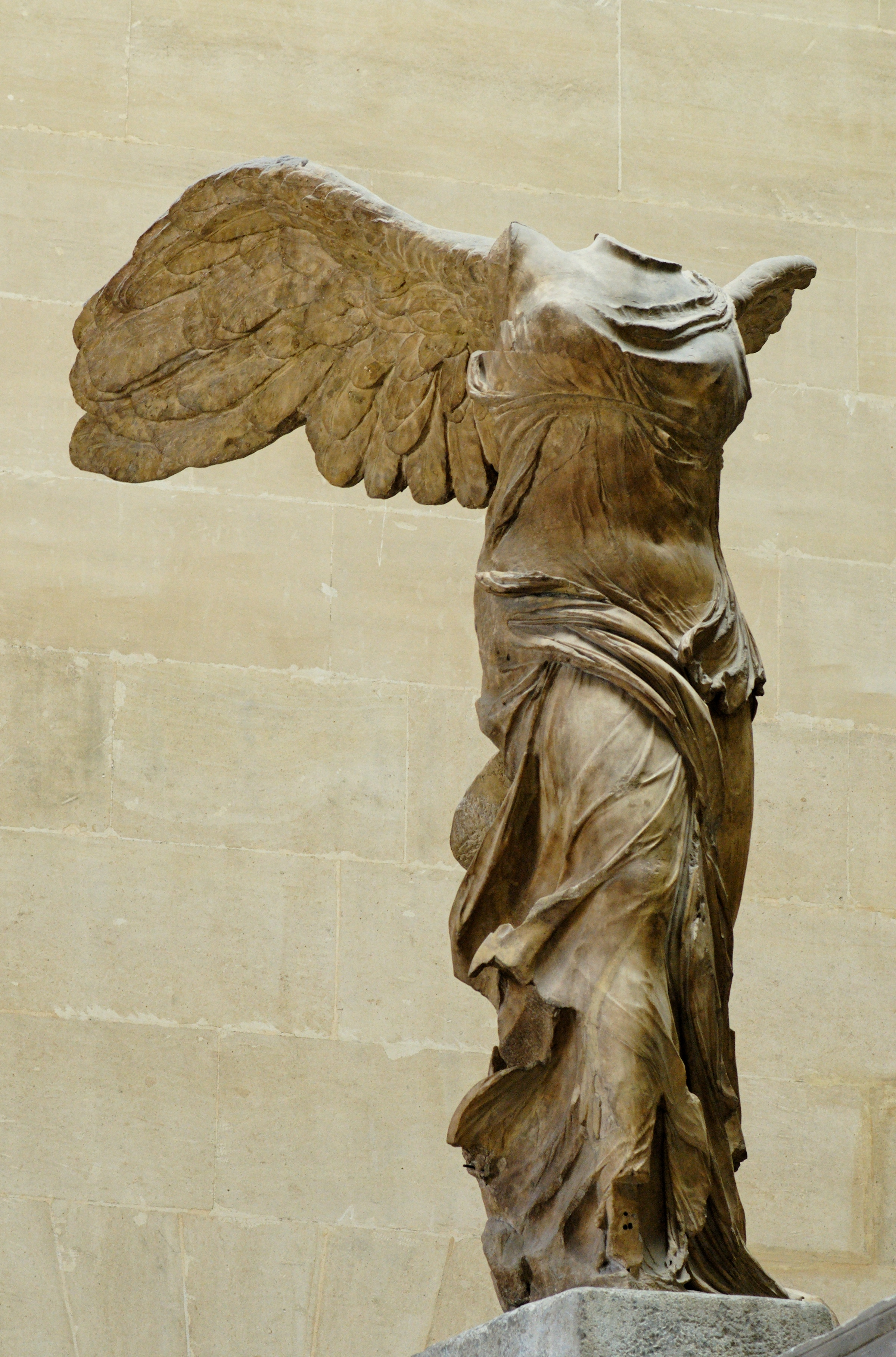
نايك من ساموثراكي (نصر مجنح)، رخام، ج. 190 ق

يعرض القسم اليونانيّ والإتروسكيّ والرومانيّ قطعًا من حوض البحر الأبيض المتوسط تعُود إلى العصر الحجري الحديث وحتى القرن السادس. تمتد المجموعة من الفترة السيكلادية إلى انهيار الإمبراطوريَّة الرومانيَّة. يعتبر هذا القسم من أقدم الأقسام في المتحف. بدأت بالفن الملكي المُخصص، وبعضها تم اقتناؤه تحت قيادة فرانسيس الأول. في البداية، ركزت المجموعة على المنحوتات الرخاميَّة، مثل فينوس دي ميلو. وصلت أعمال مثل أبولو بلفيدير خلال الحروب النابليونيَّة، ولكن هذه القطع أعيدت بعد سقوط نابليون الأول في عام 1815. في القرن التاسع عشر، حصل متحف اللوفر على أعمال بما في ذلك المزهريات من مجموعة دوراند، والبرونز مثل مزهرية بورغيزي من المكتبة الوطنية الفرنسيَّة.
تظهر القطع الأثريَّة في المجوهرات والقطع مثل الحجر الجيري ليدي أوف أوكسير، من 640 قبل الميلاد؛ وهيرا الاسطوانية لساموس، ج. 570-560 قبل الميلاد  بعد القرن الرابع قبل الميلاد، ازداد التركيز على الشكل البشري، وتجسد ذلك في بورغيزي غلاديتور. متحف اللوفر يحمل روائع من العصر الهيلينيّ، بما في ذلك النصر المجنح لساموثريس (190 قبل الميلاد) وفينوس دي ميلو، رمز الفن الكلاسيكيّ. يعرض جاليري كامبانا الطويل مجموعة رائعة من أكثر من ألف من الخزف اليوناني. في صالات العرض الموازية لنهر السين، يتم عرض الكثير من المنحوتات الرومانيَّة بالمتحف. يمثل البورتريه الرومانيّ هذا النوع؛ تشمل الأمثلة صور أغريبا وأنيوس فيروس؛ من بين البرونزيات اليونانيَّة أبولو بيومبينو.

### الفن الإسلامي

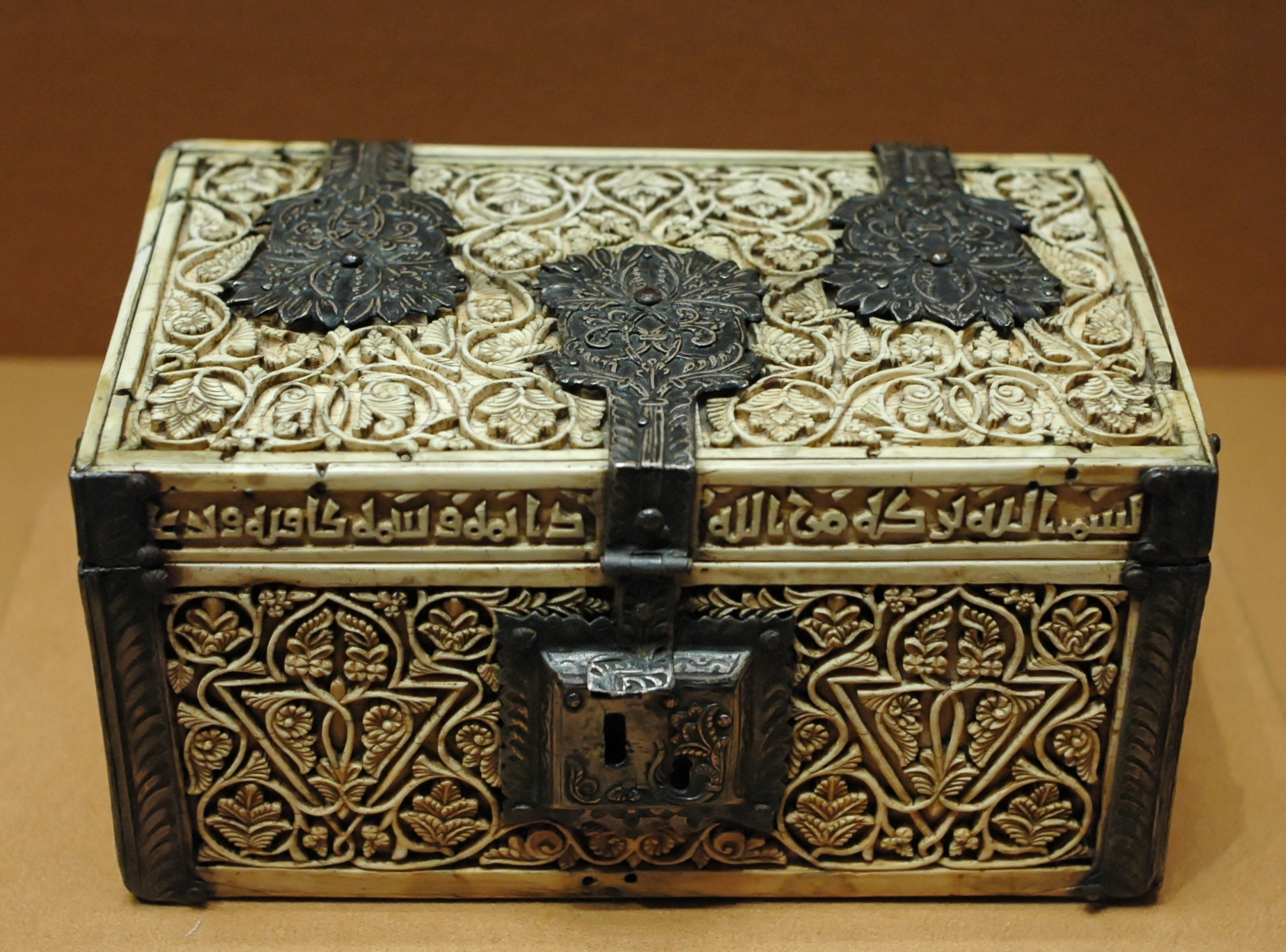
تابوت من العاج والفضة، أسبانيا المسلمة، 966

تمّتد مجموعة الفن الإسلامي، وهي الأحدث في المتحف، إلى «ثلاثة عشر قرنًا وثلاث قارات». تضُم هذه المعروضات، التي تتكون من السيراميك والزجاج والأدوات المعدنية والخشب والعاج والسجاد والمنسوجات والمنمنمات، أكثر من 5000 عمل و 1000 قطعة. في الأصل جزء من قسم الفنون الزخرفيَّة، أصبحت المقتنيات منفصلة في عام 2003. من بين الأعمال، علبة مجوهرات المغيرة، وهو صندوق عاجي من القرن العاشر من الأندلس؛ معمودية القديس لويس، حوض نحاسي محفور من القرن الثالث عشر أو الرابع عشر من العصر المملوكي؛ وكفن القرن العاشر للقديس جوسه من إيران. تحتوي المجموعة على ثلاث صفحات من الشاهنامه، وكتاب ملحمي من قصائد أبو قاسم الفردوسي باللغة الفارسية، وعمل معدني سوري يُدعى مزهرية بربريني. في سبتمبر 2019، افتتحت الأميرة لمياء بنت ماجد آل سعود قسمًا جديدًا ومحسّنًا للفن الإسلامي. يعرض القسم الجديد 3000 قطعة تم جمعها من إسبانيا إلى الهند عبر شبه الجزيرة العربيَّة التي يعود تاريخها إلى القرنين السابع والتاسع عشر.

### منحوتات

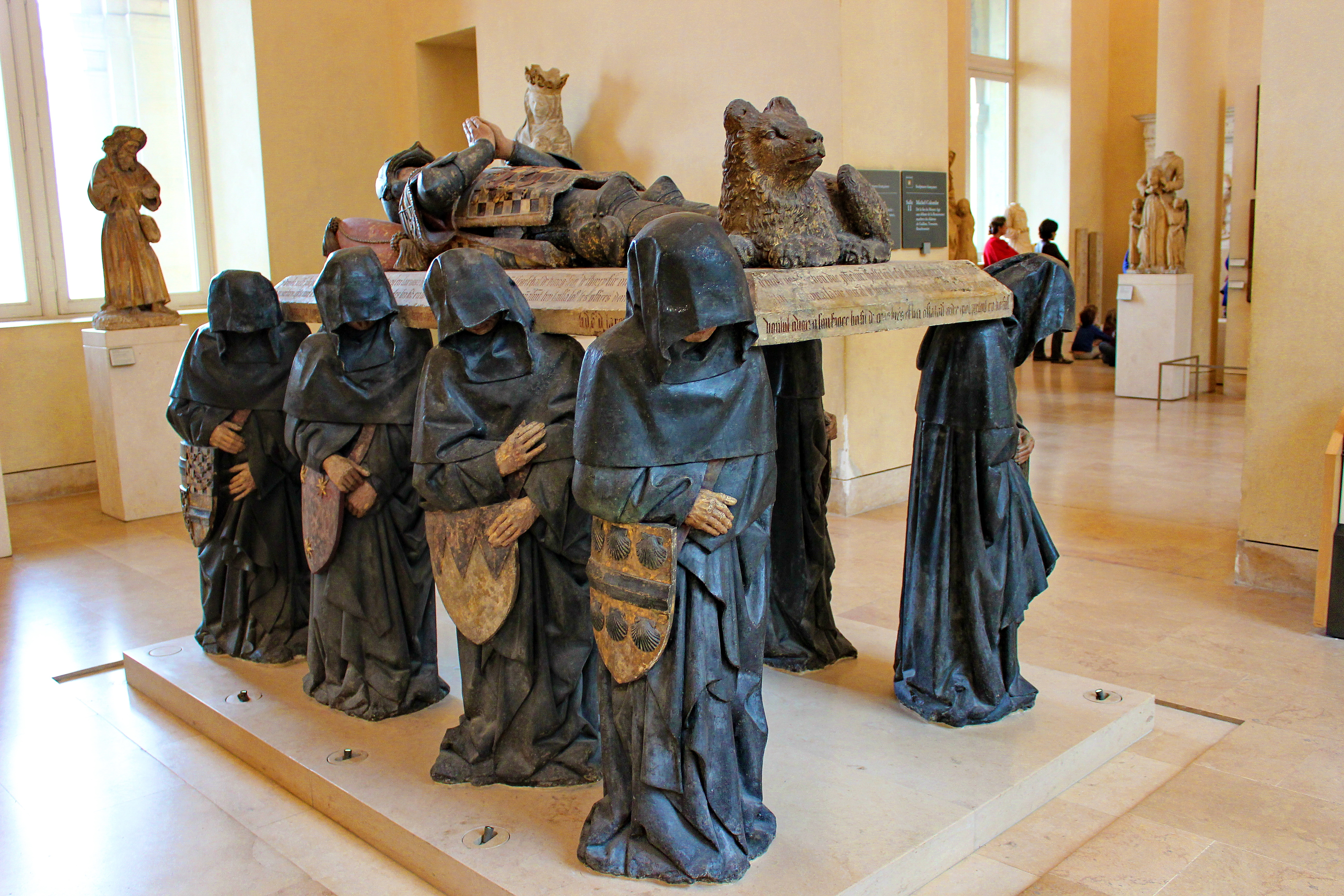
قبر فيليب بوت, محافظ بورجوندي في عهد لويس الحادي عشر، بقلم أنطوان لو مويتورييه

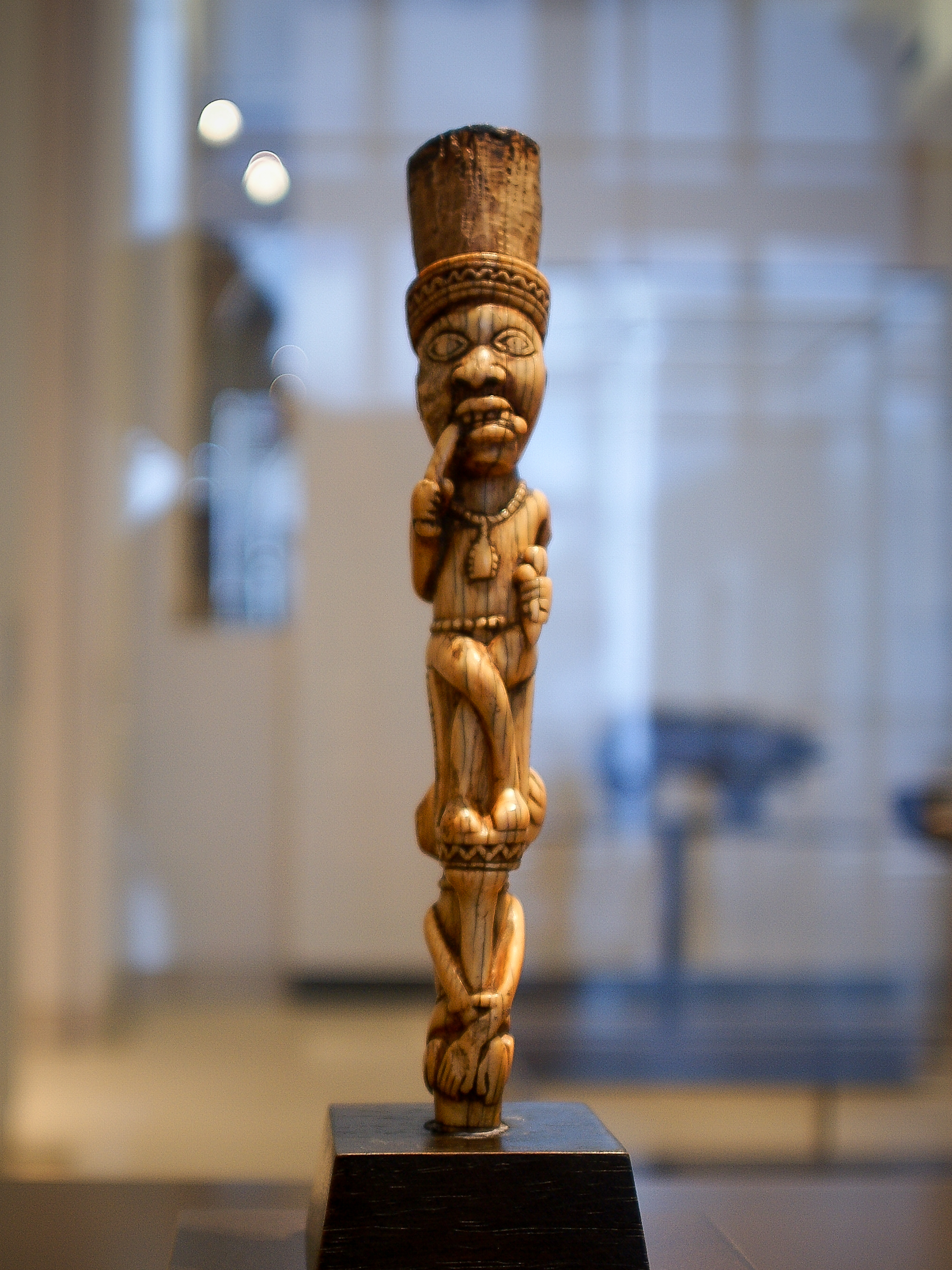
تمثال يومبي, القرن ال 19

يتألف قسم النحت من الأعمال التي تم إنشاؤها قبل عام 1850 والتي لا تنتمي إلى القسم الأتروسكيّ واليونانيّ والرومانيّ. كان متحف اللوفر مستودعًا للمواد المنحوتة منذ أن كان قصرًا. ومع ذلك، تم عرض العمارة القديمة فقط حتى عام 1824، باستثناء مايكل أنجلو العبد المحتضر والعبد المتمرد. في البداية تضمّنت المجموعة 100 قطعة فقط، أما باقي مجموعة المنحوتات الملكيَّة فكانت في فرساي. ظلت صغيرة حتى عام 1847، عندما تم منح ليون لابورد السيطرة على القسم. طور لابورد قسم القرون الوسطى واشترى أول تماثيل ومنحوتات في المجموعة، الملك تشايلدبيرت وباب ستانجا على التوالي. كانت المجموعة جزءًا من دائرة الآثار، ولكن تم منحها استقلاليَّة في عام 1871 في عهد لويس كورجود، المدير الذي نظم تمثيلًا أوسع للأعمال الفرنسيَّة. في عام 1986، تم نقل جميع أعمال ما بعد عام 1850 إلى متحف أورسيه الجديد. قسم مشروع اللوفر الكبير القسم إلى فضاءين للعرض؛ المجموعة الفرنسيَّة معروضة في جناح ريشيليو، والأعمال الأجنبية في جناح دينون.
تحتوي نظرة عامة على المجموعة للنحت الفرنسيّ على أعمال الفن الرومانسكيّ مثل دانيال في القرن الحادي عشر في دن الأسود وعذراء أوفيرني التي تعود إلى القرن الثاني عشر. في القرن السادس عشر، تسبّب تأثير عصر النهضة في أن يصبح النحت الفرنسيّ أكثر تقييدًا، كما رأينا في نقوش جان جوجون، ونزول جيرمان بيلون من صليب وقيامة المسيح. يمثل القرنين السابع عشر والثامن عشر تمثال نصفي للكاردينال ريشيليو لجان لورينزو برنيني عام 1640-166، واستحمام وإيتيان موريس فالكونيت، ومسلات فرانسوا أنغييه. تشمل الأعمال الكلاسيكيَّة الجديدة نفسية أنطونيو كانوفا التي أحيت بقبلة كيوبيد (1787). يمثل القرنان الثامن عشر والتاسع عشر النحات الفرنسيّ ألفريد باري.

### الفنون الزخرفية

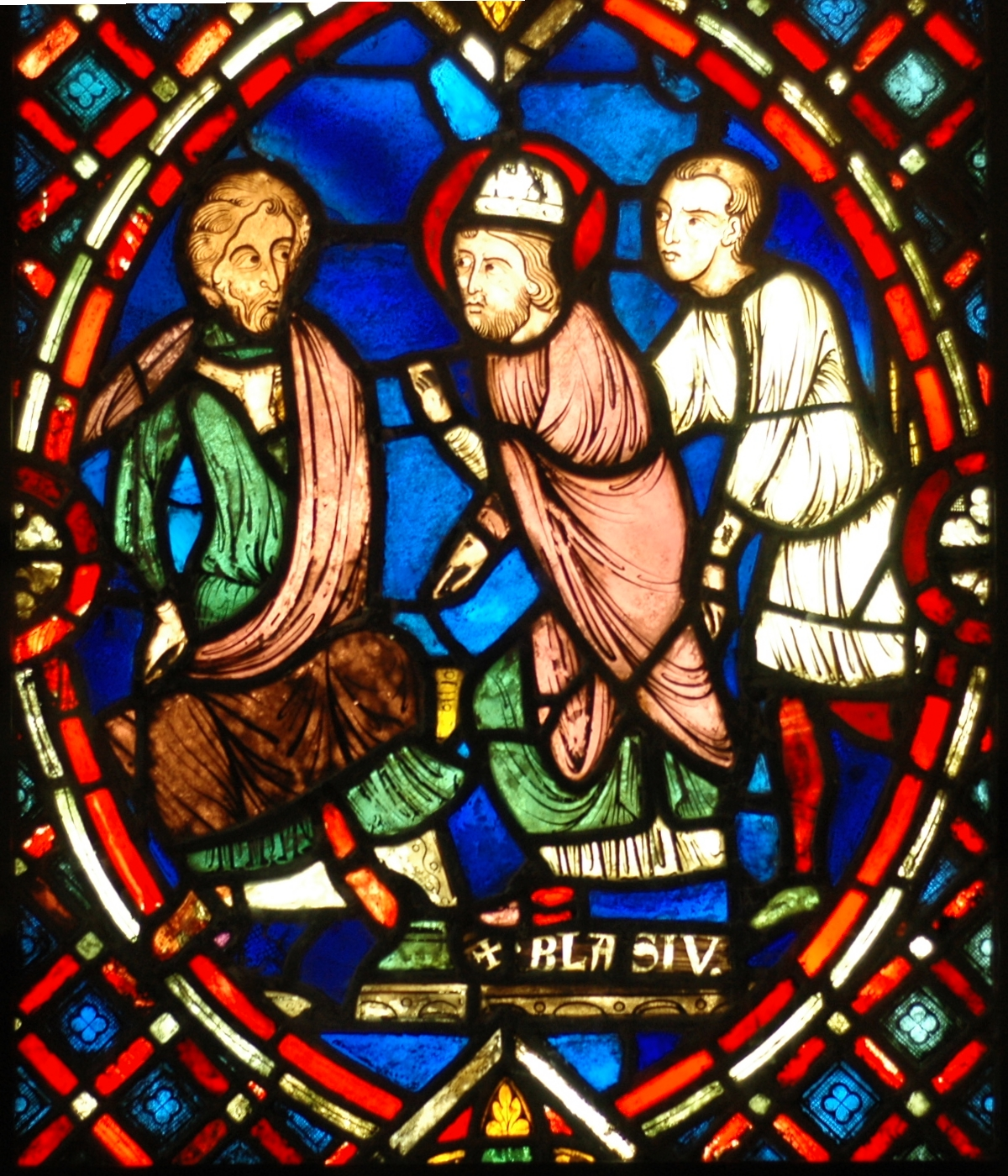
لوحة من الزجاج الملون الفرنسي، القرن الثالث عشر، تُصور القديس بليز

تمتد مجموعة الفنون الزخرفيَّة من العصور الوسطى إلى منتصف القرن التاسع عشر. بدأ القسم كمجموعة فرعيَّة من قسم النحت، بناءً على الملكية الملكيَّة ونُقل العمل من كاتدرائية سان دوني، مقبرة الملوك الفرنسيين التي حملت سيف التتويج لملوك فرنسا. من بين الأعمال الأكثر قيمة في المجموعة الناشئة كانت المزهريات والبرونزيات الحجارة الصلبة. أضاف اقتناء مجموعة دوراند عام 1825 «السيراميك والمينا والزجاج الملون»، وقدم بيير ريفويل 800 قطعة. أعاد ظهور الرومانسيَّة الاهتمام بالأعمال الفنيَّة لعصر النهضة والعصور الوسطى، ووسع تبرع سوفاجوت القسم مع 1500 من أعمال منتصف العمر والخزف. في عام 1862، أضافت مجموعة كامبانا مجوهرات ذهبية وخزف خزفي، بشكل رئيسي من القرنين الخامس عشر والسادس عشر.
يتم عرض الأعمال في الطابق الأول من جناح ريشيليو وفي معرض أبولو، الذي أطلق عليه الرسام تشارلز لو برون، الذي كلفه لويس الرابع عشر (ملك الشمس) بتزيين المساحة في موضوع شمسي. تحتوي مجموعة القرون الوسطى على تاج تتويج لويس الرابع عشر، صولجان شارل الخامس، ومزهرية من الرخام السماقي من القرن الثاني عشر. تشمل مقتنيات فن عصر النهضة مثل البرونز لجوفاني دا بولونيا نيسوس وديانيرا والنسيج المُزين لهانت ماكسيميليان. من فترات لاحقة، تشمل المعالم البارزة مجموعة زهرية مدام دي بومبادور وشقق نابليون الثالث.
في سبتمبر 2000، خصص متحف اللوفر معرض جيلبرت شاغوري وروز ماري شاغوري لعرض المفروشات التي تبرع بها الشاغوري، بما في ذلك مجموعة نسيج من ستة أجزاء من القرن السادس عشر، مخيط بخيوط ذهبية وفضية تمثل آلهة البحر، والتي تم تكليفها في باريس عن كولبير دي سينيلاي، وزير الدولة للبحريَّة.

### اللوحات

الموناليزا (ليوناردو دافنشي)، زيت على لوحة، 1503-1519، ربما اكتملت أثناء وجود الفنان في بلاط فرانسوا الأول.

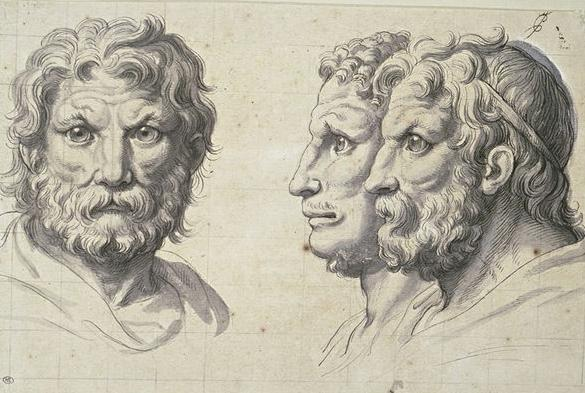
ثلاثة رؤوس شبيهة بالأسد، تشارلز لو برون، فرنسا، قلم جاف على ورق مربع، 1671

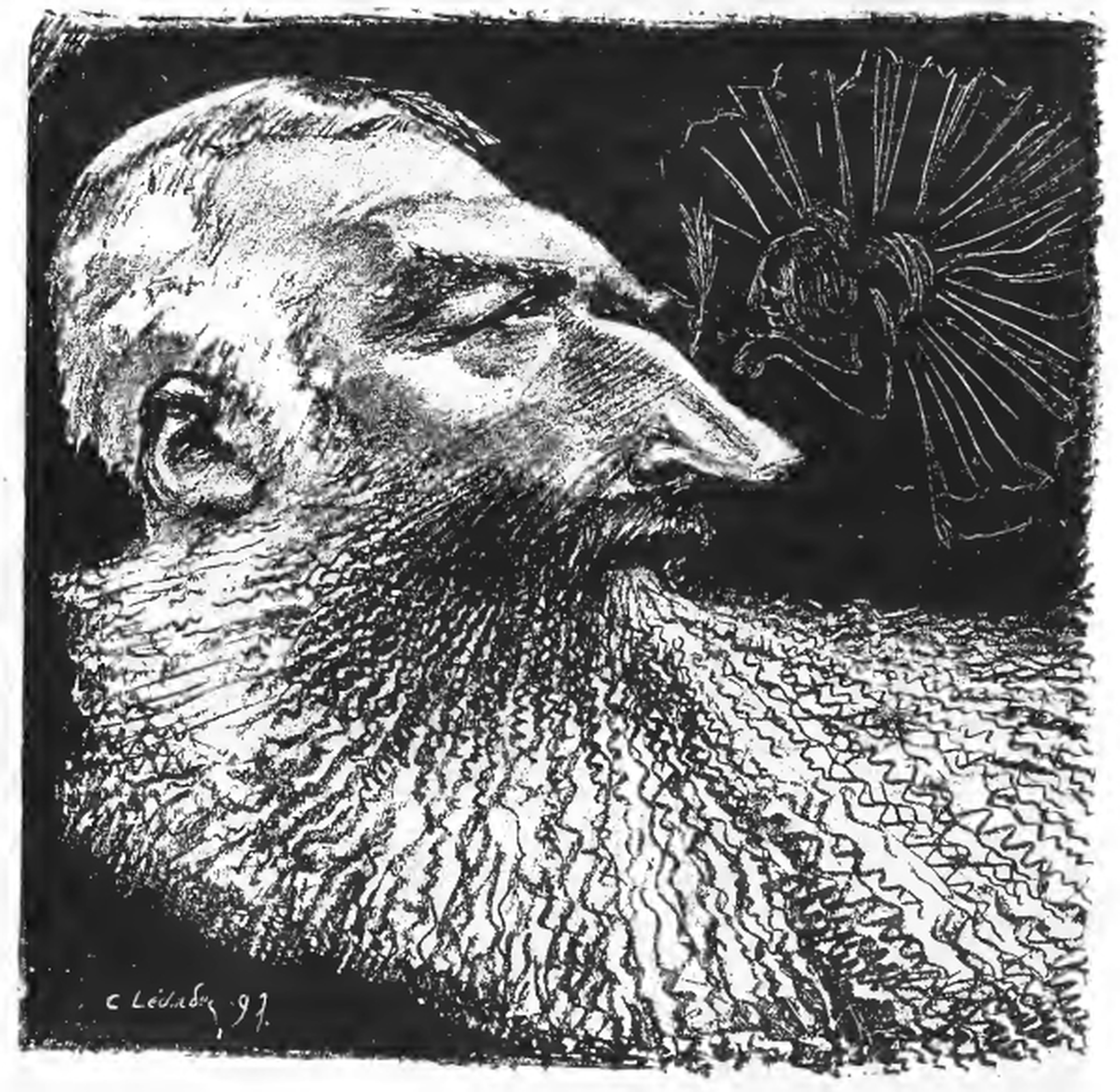
صورة كاريكاتوريَّة للملك البلجيكي ليوبولد الثاني من تشارلز لوسيان لياندر لمتحف سوفرينز في متحف اللوفر.

تضم مجموعة اللوحات أكثر من 7500 عمل  من القرن الثالث عشر حتى عام 1848 ويديرها 12 أمينًا يُشرفون على عرض المجموعة. ما يقرب من ثلثي الفنانين الفرنسيّين، وأكثر من 1200 من شمال أوروبا. تشكل اللوحات الإيطاليَّة معظم بقايا مجموعات فرانسيس الأول ولويس الرابع عشر، والبعض الآخر عمل فني غير معاد من عصر نابليون، وبعضها تم شراؤه. بدأت المجموعة مع فرانسيس، الذي حصل على أعمال من أساتذة إيطاليين مثل رافائيل ومايكل أنجلو  وأحضر ليوناردو دافنشي إلى بلاطه. بعد الثورة الفرنسيَّة، شكلت المجموعة الملكيَّة نواة متحف اللوفر. عندما تمَّ تحويل محطة قطار دورسيه إلى متحف أورسي في عام 1986، تمَّ تقسيم المجموعة، وتم نقل القطع التي اكتملت بعد ثورة 1848 إلى المتحف الجديد. توجد الأعمال الفرنسيَّة والشماليَّة الأوروبيَّة في جناح ريشيليو وكور كاريه؛ توجد اللوحات الإسبانيَّة والإيطاليَّة في الطابق الأول من جناح دينون.
وتجسد المدرسة الفرنسيَّة في وقت مُبكر أفينيون بييتا من إنجويراند كوارتون. اللوحة المجهولة للملك جان لو بون (حوالي 1360)، والتي ربما تكون أقدم لوحة مستقلة في الرسم الغربي بقيت على قيد الحياة من عصر ما بعد الكلاسيكيَّة؛  لويس الرابع عشر لياسينت ريغو؛ جاك لوي دافيد تتويج نابليون؛ تيودور جيريكو طوافة ميدوسا (طوافة قنديل البحر)؛ والحرية تقود الشعب (لوحة) يوجين ديلاكروا. نيكولاس بوسان، الأخوان لو ناين، فيليب دي شامبين، لو برون، لا تور، واتو، فراغونارد، إنجرس، كوروت، وديلاكروا ممثلة تمثيلا جيدا.
تشمل أعمال شمال أوروبا أعمال يوهانس فيرمير ذا ليز ميكر وذا استرونومر(الفلكي)؛ شجرة الغربان لكاسبر ديفيد فريدريك؛ رامبرانت العشاء في عمواس وبثشبع في حمامها والثور المذبوح.
المقتنيات الإيطاليَّة جديرة بالملاحظة، ولا سيما مجموعة عصر النهضة. تشمل الأعمال أعمال أندريا مانتينيا وقلعة جوفاني بيليني، والتي تعكس الواقعية والتفاصيل «التي تهدف إلى تصّوير الأحداث المهمة لعالم روحي أكبر». تتضمن مجموعة عصر النهضة العالي لوحة موناليزا ليوناردو دافنشي، العذراء والطفل مع القديسة آن، ويوحنا المعمدان (لوحة)، ومادونا أوف ذا روكس عذراء الصخور (لوحة). يمثل كارافاجيو لوحة ذا فورشن تيلر (العرّاف) ووفاة العذراء. من القرن السادس عشر في البندقيَّة، يعرض متحف اللوفر تيتيان لوكونسيتغ شوبيتغ (حفلة الدولة) والقبر وذا كراونينج ويز ثورنز.
كانت مجموعة لا سيز، وهي وصيَّة لمتحف اللوفر في عام 1869 من قبل لويس لا سيز، أكبر مساهمة لشخص في تاريخ متحف اللوفر. قدَّم لا كاز 584 لوحة من مجموعته الشخصيَّة إلى المتحف. تضمَّنت الوصيَّة لاعب كوميديا ديلارتي أنطوان واتو في بييرو («جيل»). في عام 2007، كانت هذه الوصيَّة موضوع معرض «1869: واتو، شاردين ... دخول في متحف اللوفر. مجموعة لا سيز».
تم رقّمنة بعض من أشهر لوحات المتحف من قبل المركز الفرنسيّ للبحوث وترّميم المتاحف في فرنسا.

### المطبوعات والرسومات

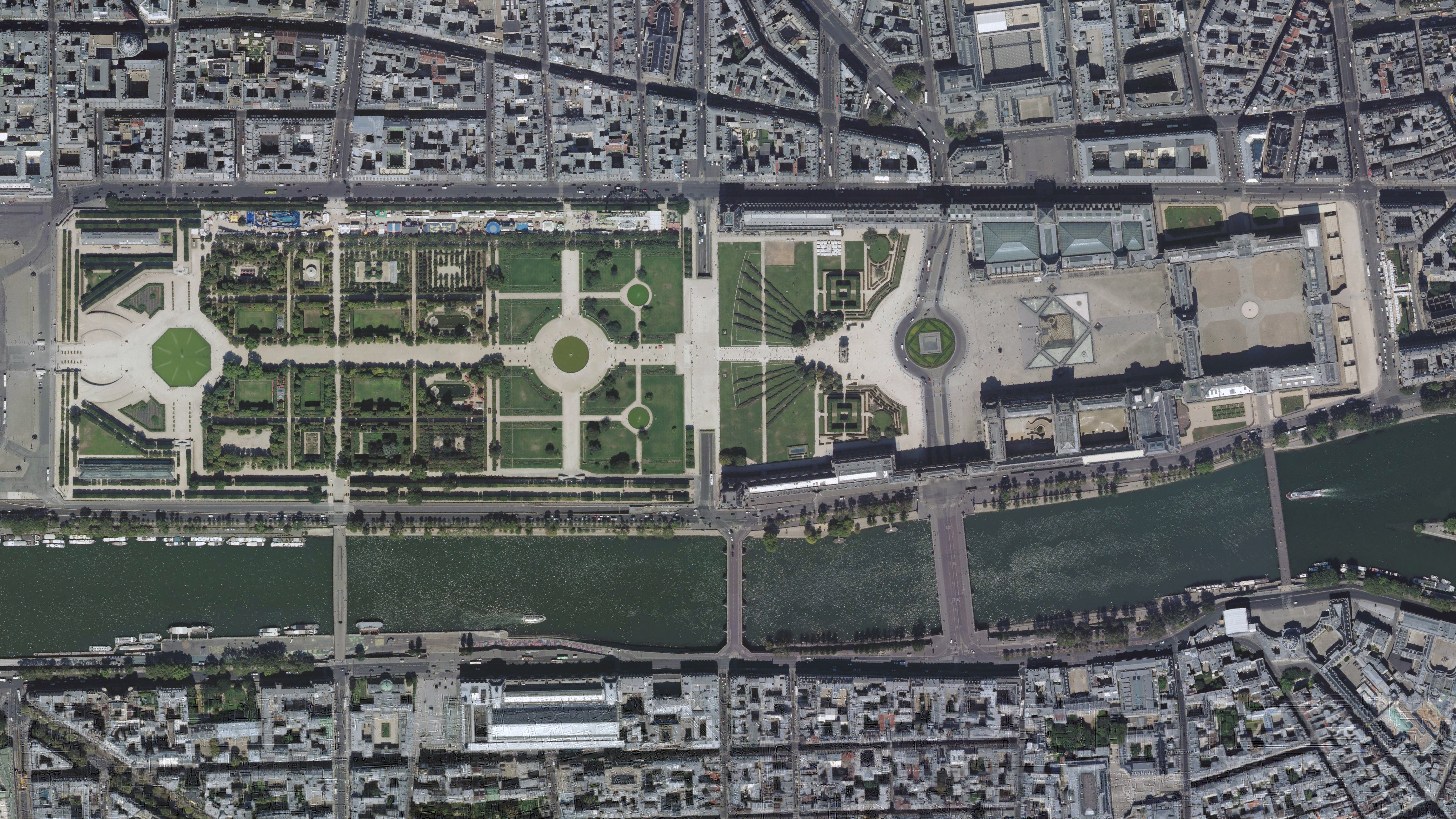
منظر جوي لقصر اللوفر

يضُم قسم المطبوعات والرسومات الأعمال الورقيَّة. كانت أصول المجموعة عبارة عن 8600 عمل في المجموعة الملكيَّة (بالفرنسية: Cabinet du Roi)، والتي تمَّت زيادتها عن طريق اعتماد الدولة، والمشتريات مثل 1200 عمل من مجموعة فيليبو بالدينوتشي في عام 1806، والتبرعات. افتُتح القسم في 5 أغسطس 1797، مع 415 قطعة معروضة في معرض أبولو. تم تنظيم المجموعة في ثلاثة أقسام: مجلس الوزراء الأساسي، 14000 لوحة طباعة نحاسيَّة ملكيَّة، وتبرعات إدموند جيمس دي روتشيلد، والتي تشمل 40.000 مطبوعة و 3000 رسم و 5000 كتاب مصور. يتم عرض المُقتنيات في جناح فلور؛ بسبب هشاشة وسط الورق، يتم عرض جزء فقط في وقت واحد.

## الموقع والوصول والمرافق

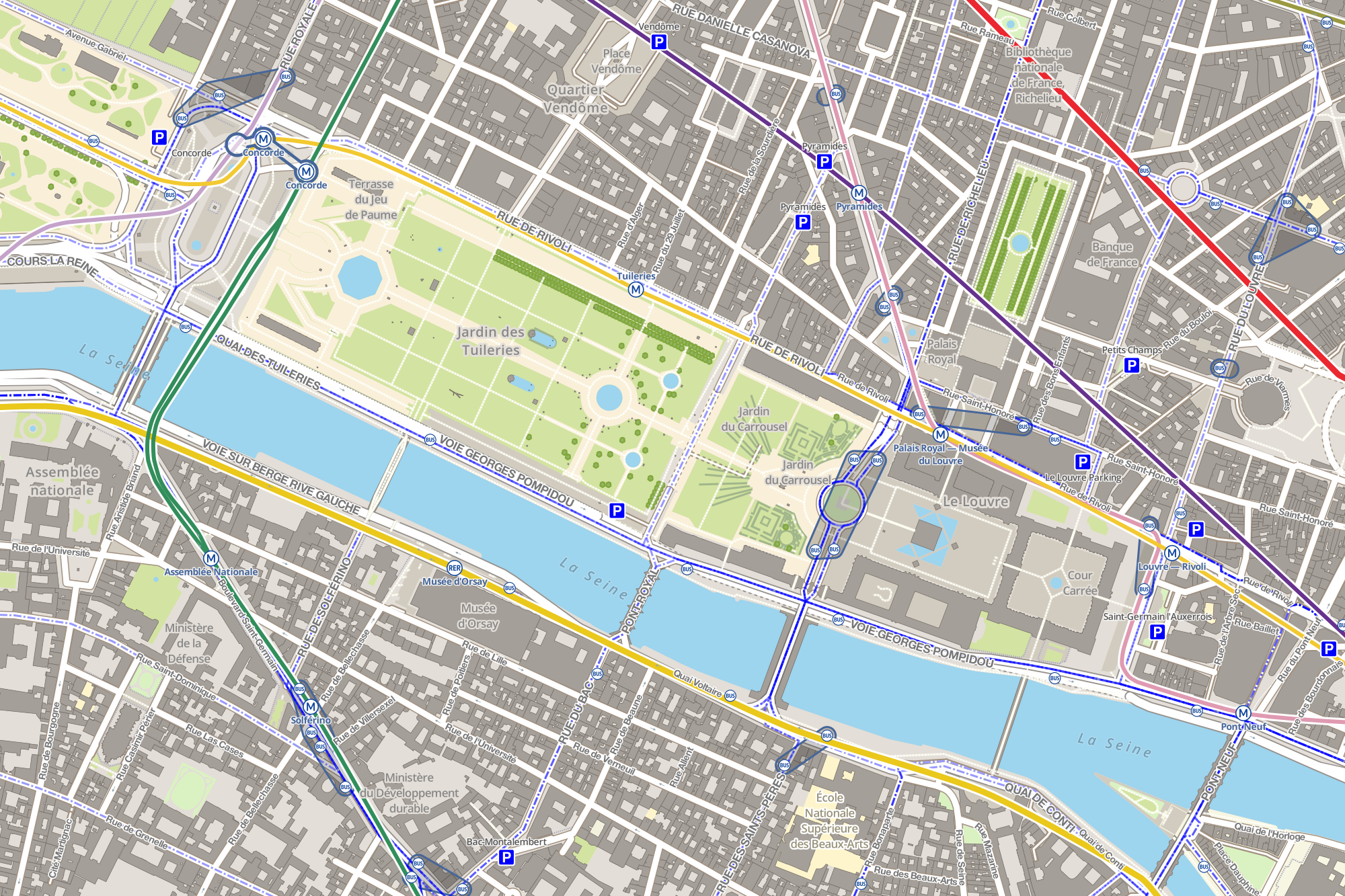
خريطة لمتحف اللوفر وما حوله، تظهر محطات الحافلات وخطوط المترو التي تخدُم المنطقة بالإضافة إلى مواقف السيارات

يقع المتحف في وسط باريس على الضفة اليمنى، في الدائرة الأولى في باريس. كانت موطنًا لقصر التويليري السابق، الذي أغلق الطرف الغربي من فناء مدخل متحف اللوفر، لكنَّه تعرّض لأضّرار بالغّة بسبب النيران خلال كومونة باريس عام 1871 وهُدم لاحقًا. تم تصميم حديقة التويلري المجاورة، التي تمَّ إنشاؤها في عام 1564 بواسطة كاثرين دي ميديسي، في عام 1664 من قبل أندريه لو نوتر. تضُم الحدائق المعرض الوطني لجو دو بوم (بالفرنسية: Galerie nationale du Jeu de Paume)، وهي مساحة معرض للفن معاصر تمَّ استخدامها لتخزين الممتلكات الثقافيَّة اليهوديَّة المصادرة خلال الاحتلال الألمانيّ لفرنسا من عام 1940 إلى عام 1944. بالتوازي مع جو دو بوم (بالفرنسية: Jeu de Paume)، يوجد متحف دلوغونجي (بالفرنسية: Musée de l'Orangerie)، موطن لوحات زنابق الماء الشهيرة لكلود مونيه.
متحف اللوفر منحرف قليلاً عن المحور التاريخيّ (بالفرنسية: Ax historyique)، وهو خط معماريّ يبلغ طوله ثمانية كيلومترات (خمسة أميال) تقريبًا يقسم المدينة. يبدأ من الشرق في ساحة اللوفر ويمتد غربًا على طول شارع الشانزليزيه. في عام 1871، كشف حرق قصر التويلري من قبل كومونة باريس أن متحف اللوفر كان منحرفًا قليلاً عن المحور على الرغم من المظاهر السابقة على عكس ذلك. يُمكن الوصول إلى متحف اللوفر عن طريق القصر الملكي - متحف اللوفر (مترو باريس) مترو باريس أو محطات اللوفر - ريفولي.
يحّتوي متحف اللوفر على ثلاثة مداخل: المدخل الرئيسيّ للهرم، ومدخل من مركز التسوق كاغوسيل متحف اللوفر (بالفرنسية: Carrousel du Louvre) تحت الأرض، ومدخل في بوابة الليونز (بالفرنسية: Porte des Lions) (بالقرب من الطرف الغربي لجناح دينون).
تحت المدخل الرئيسي للمتحف يوجد كاغوسيل متحف اللوفر (بالفرنسية: Carrousel du Louvre)، وهو مركز تسوق تديره يونيباي رومادو ويستفيلد (بالإنجليزية: Unibail-Rodamco). من بين المتاجر الأخرى، يوجد به أول متجر آبل في فرنسا، ومطعم ماكدونالدز، وقد أثار وجودهما الجدل. يسمح باستخدام الكاميرات ومسجلات الفيديو بالداخل، لكن التصوير بالفلاش ممنوع.

## معرض الصور

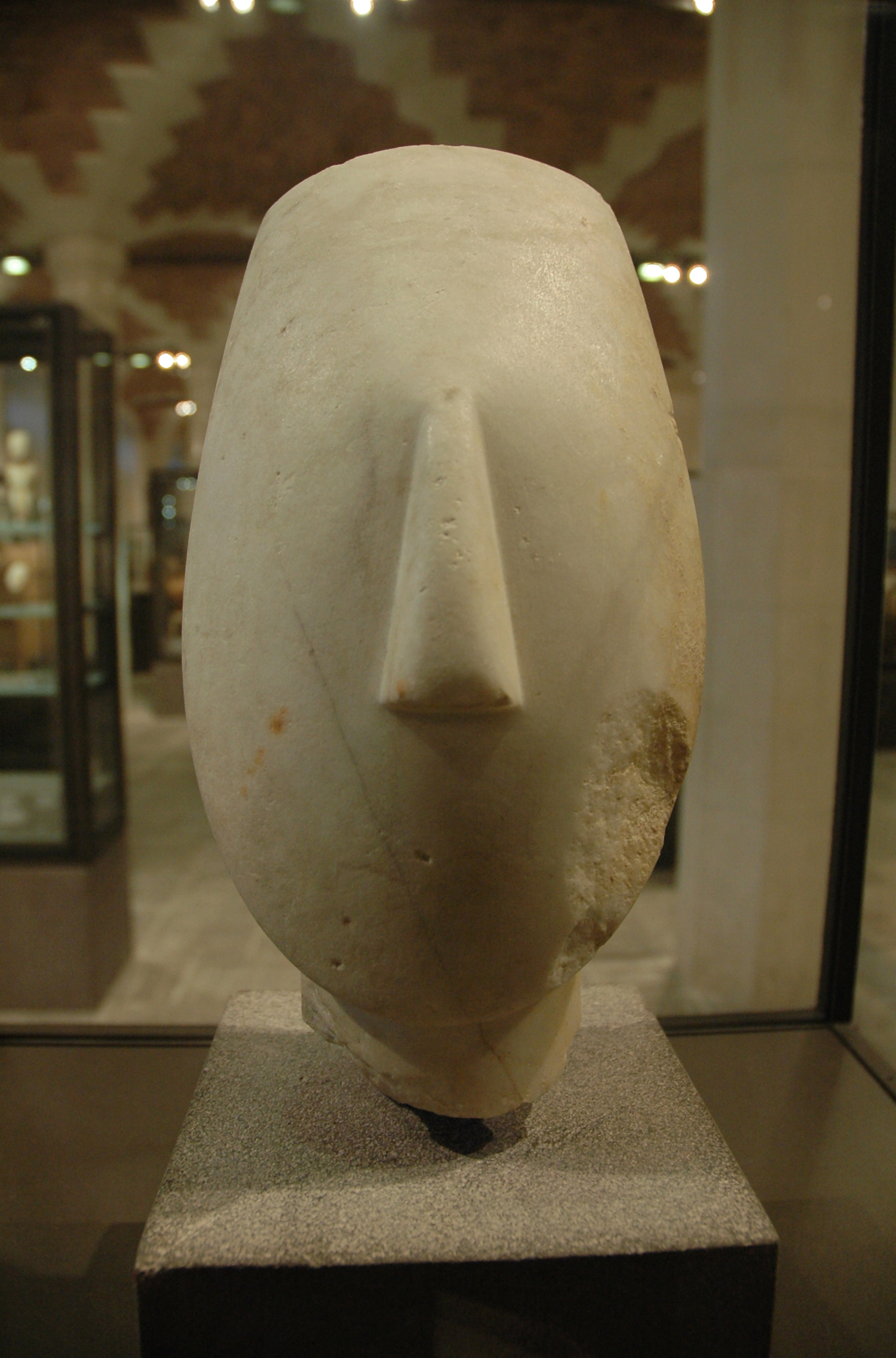
فن كيكلادي, a votive head, 2700–2300 BCE
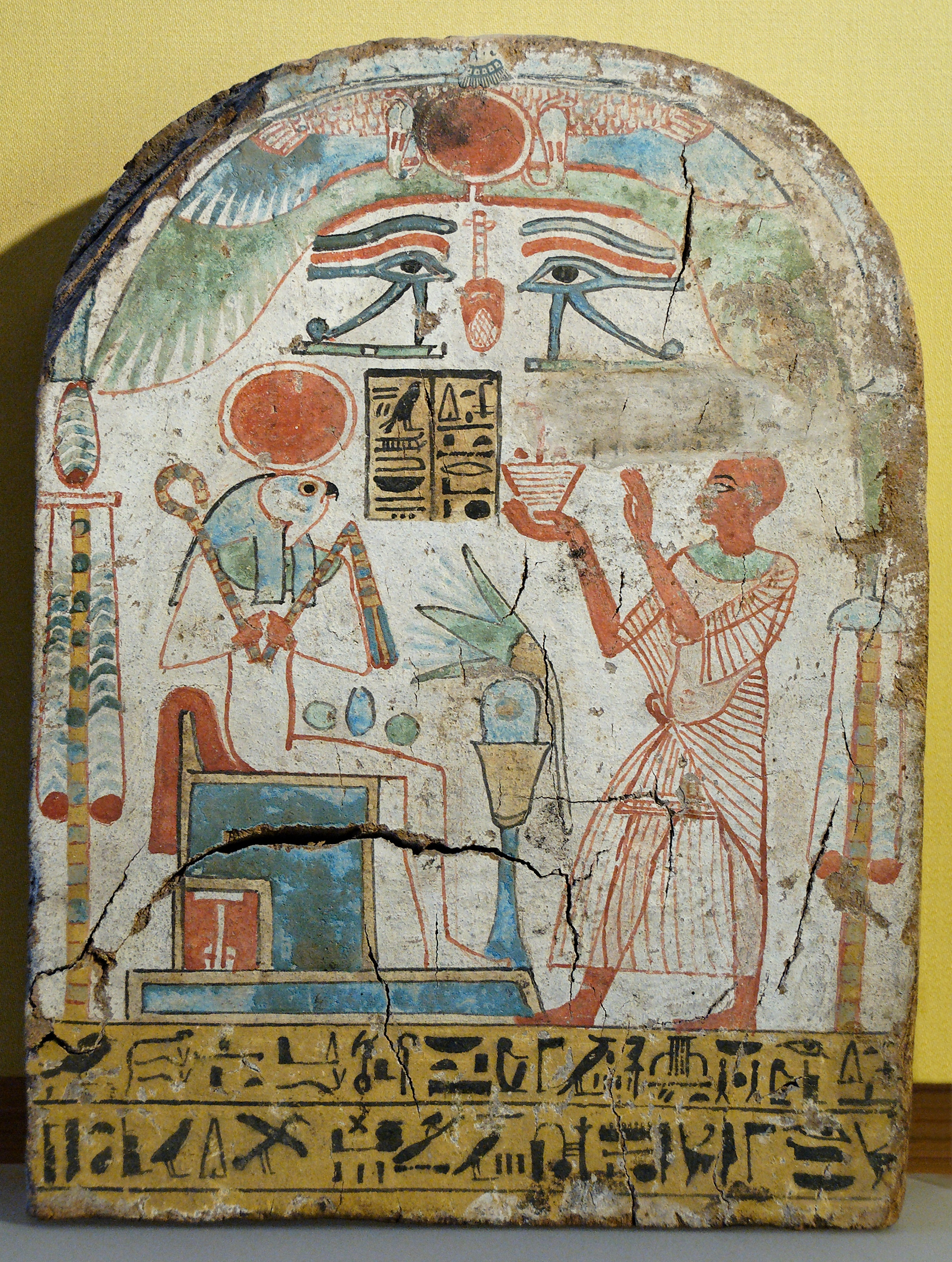
الفن في مصر القديمة, stele, Priest burning incense before Ra-Horakhty-Atum, ca. 900 BCE
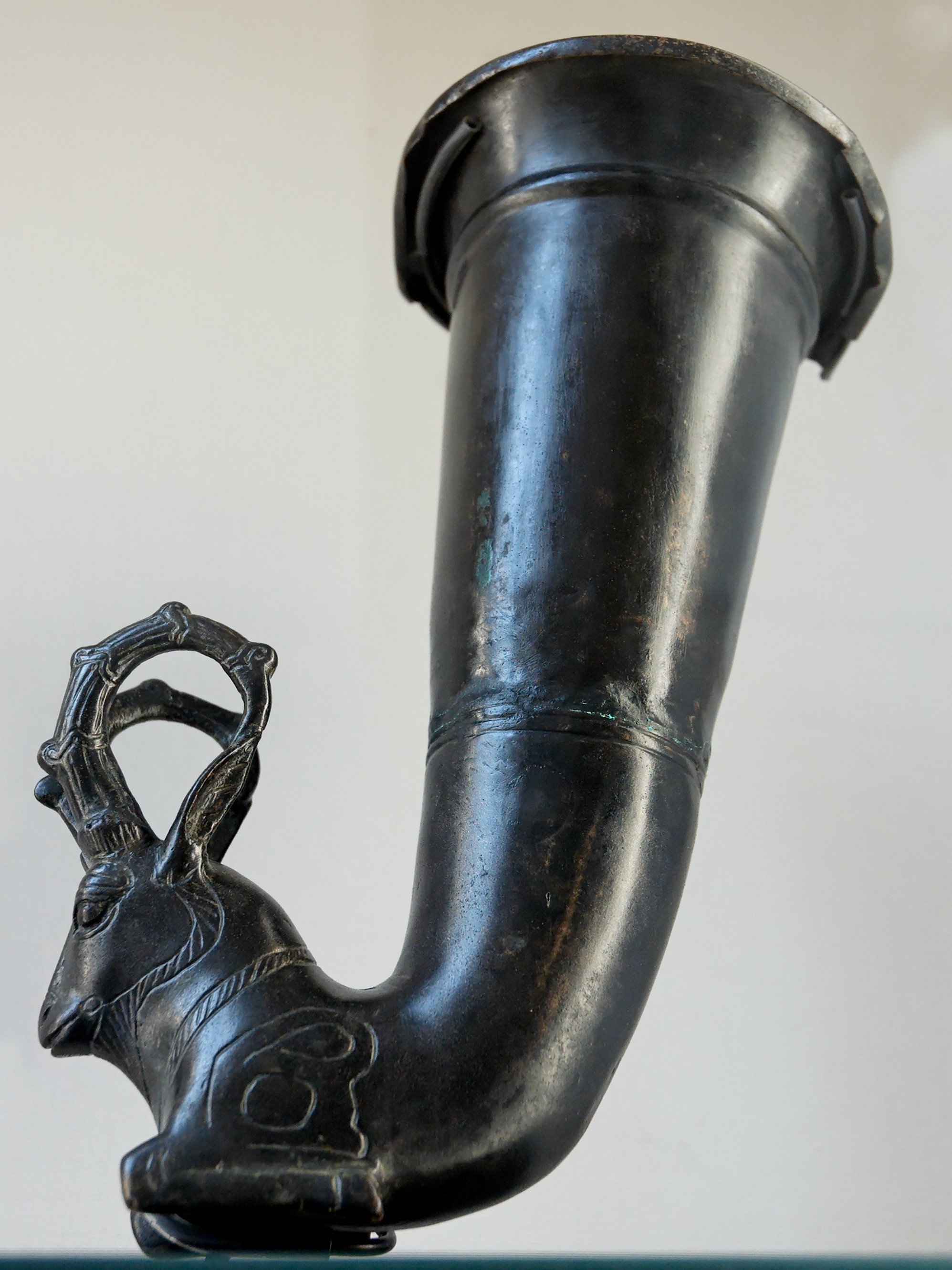
النحت الآشوري, the Ibex Rhyton, 600-300 BCE
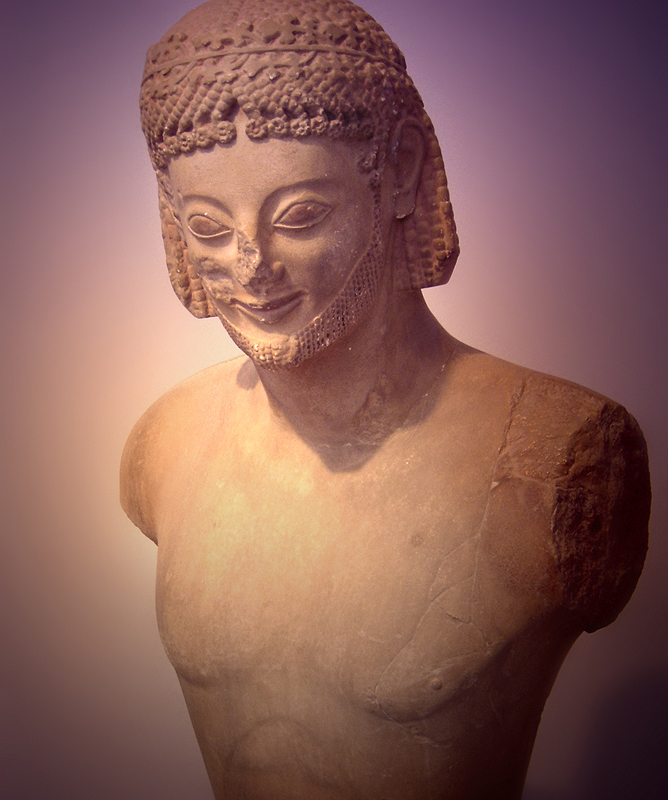
الفن في اليونان القديمة, Athens,a, Diomedes and Polyxena, ca. 540–530 BCE
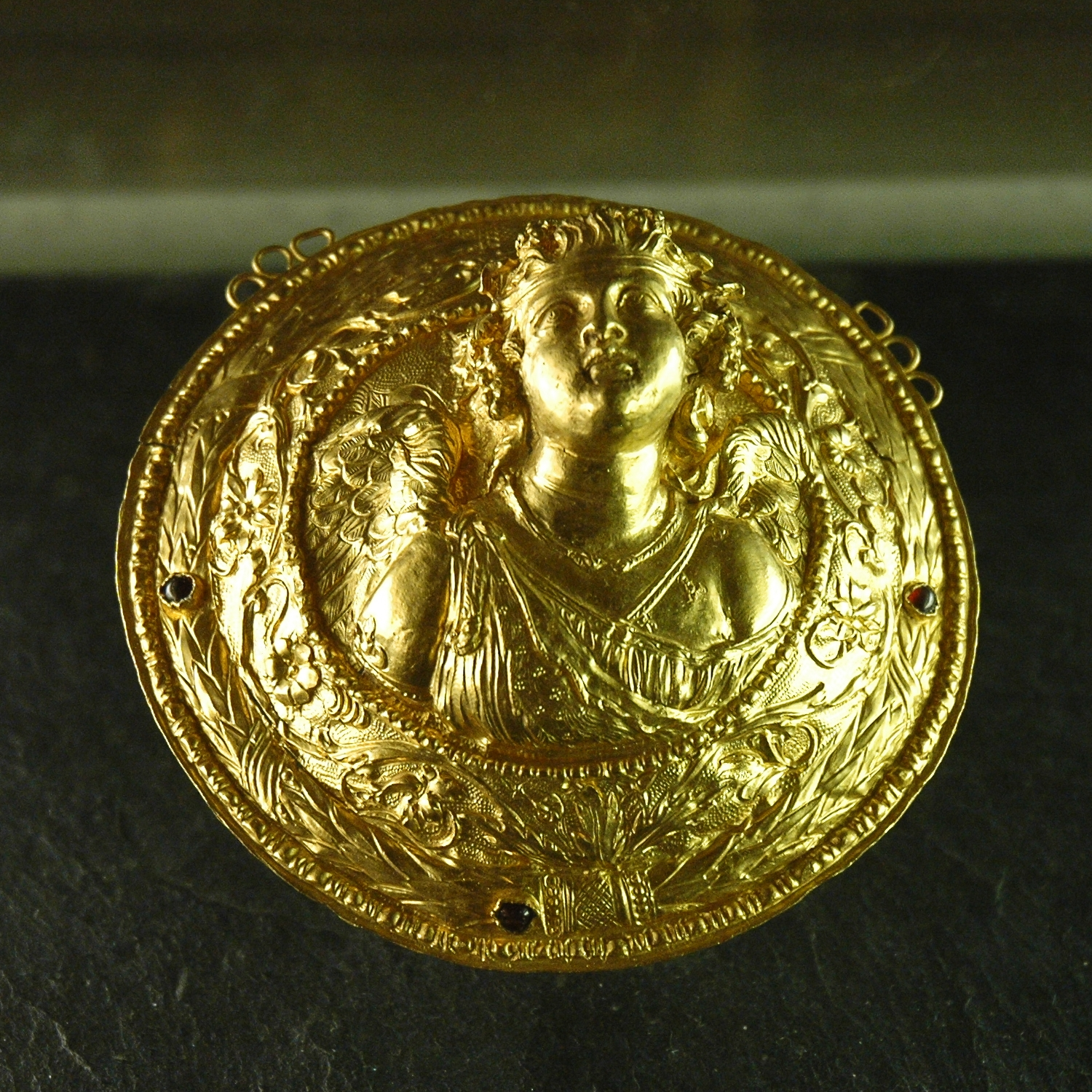
فن يوناني, The Eros Medallion, ca. 250-200 BCE
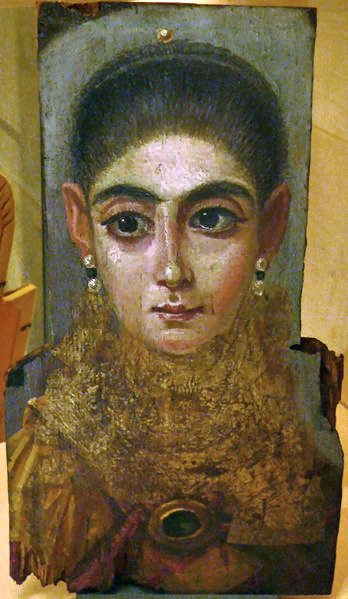
Fayum Egyptian, لوحات مومياوات الفيوم
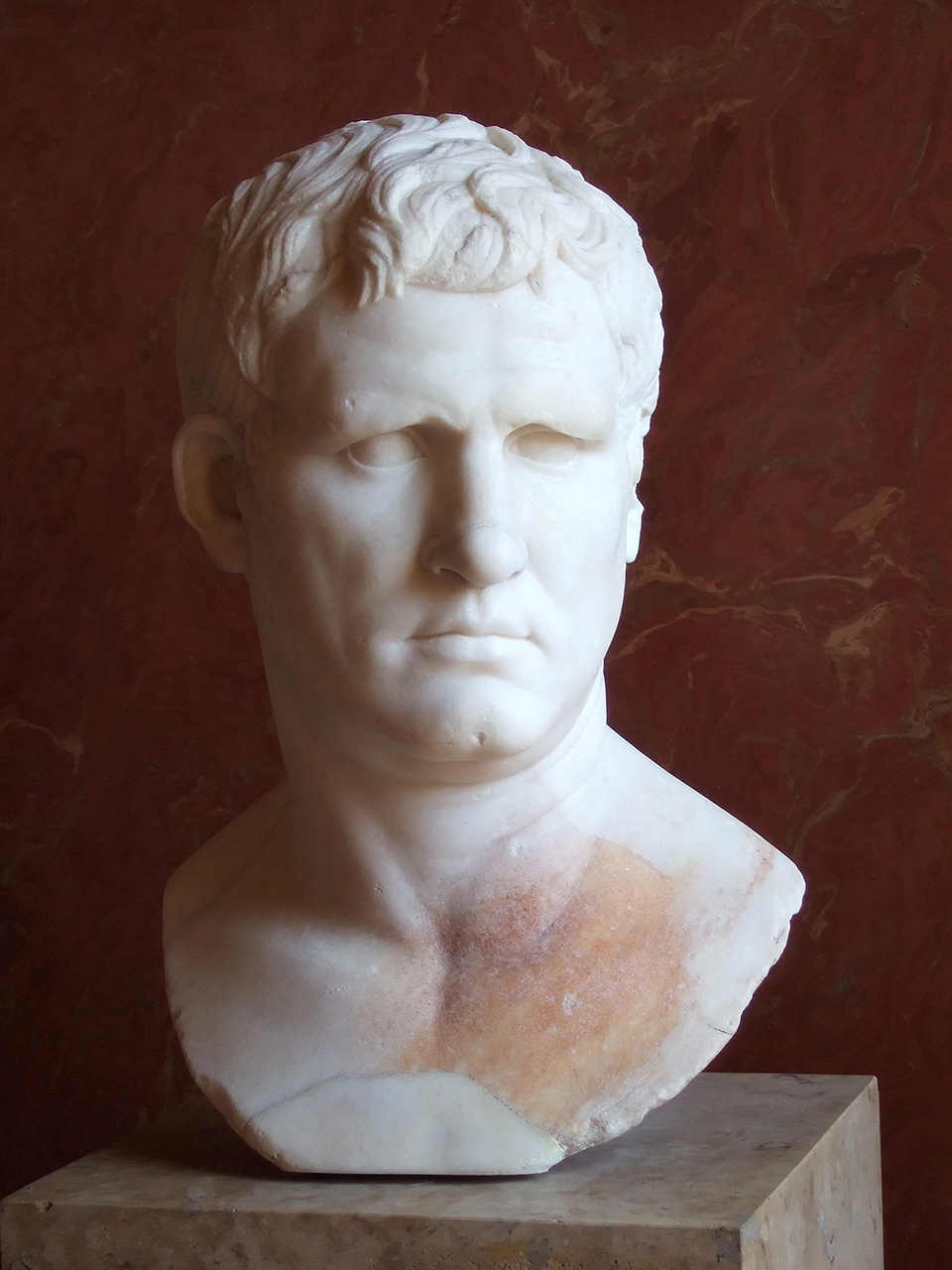
فن روماني, portrait of ماركوس فيبسانيوس أغريبا, 25 BC
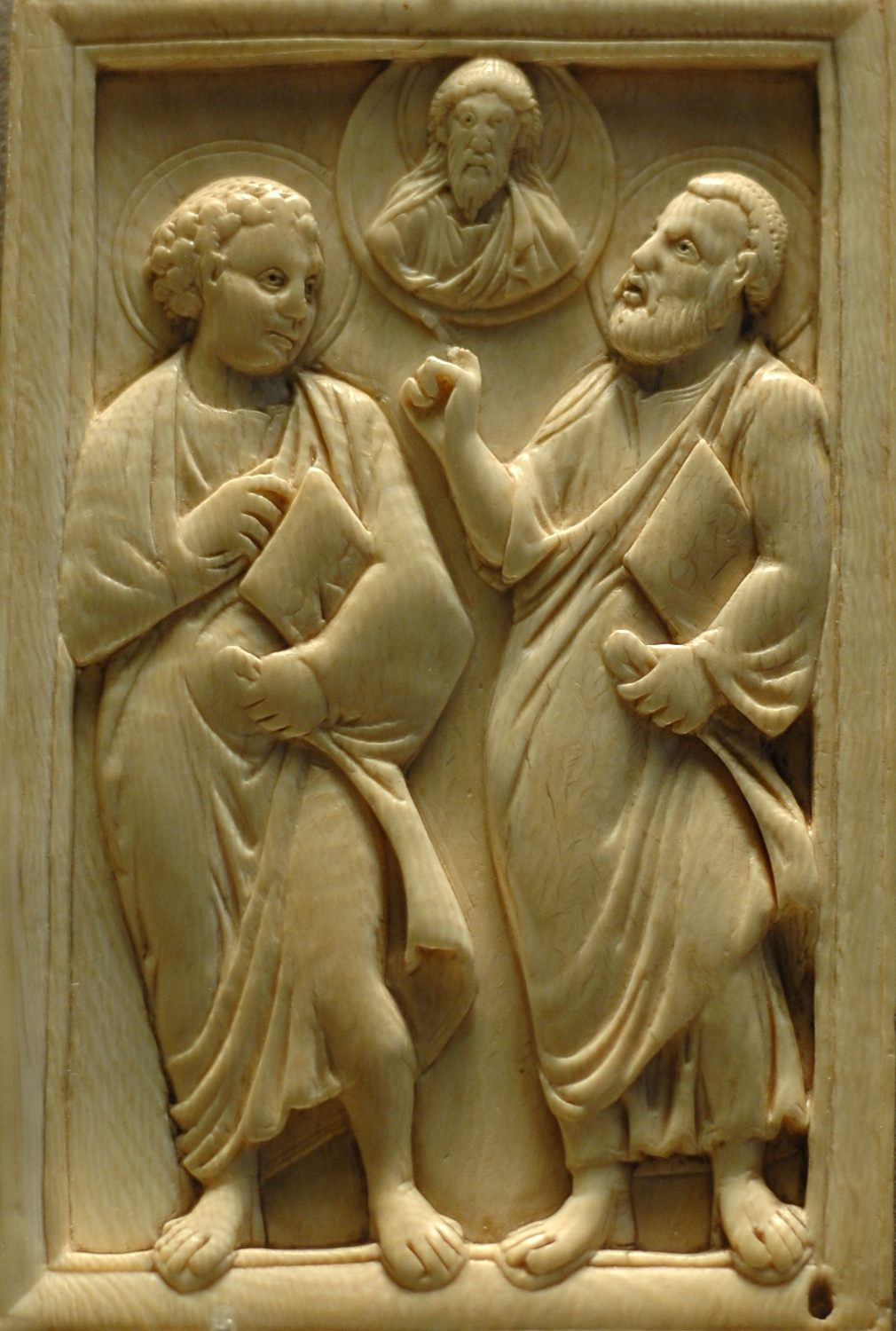
Frankish,[101] ivory, Christ between two apostles, 5th century
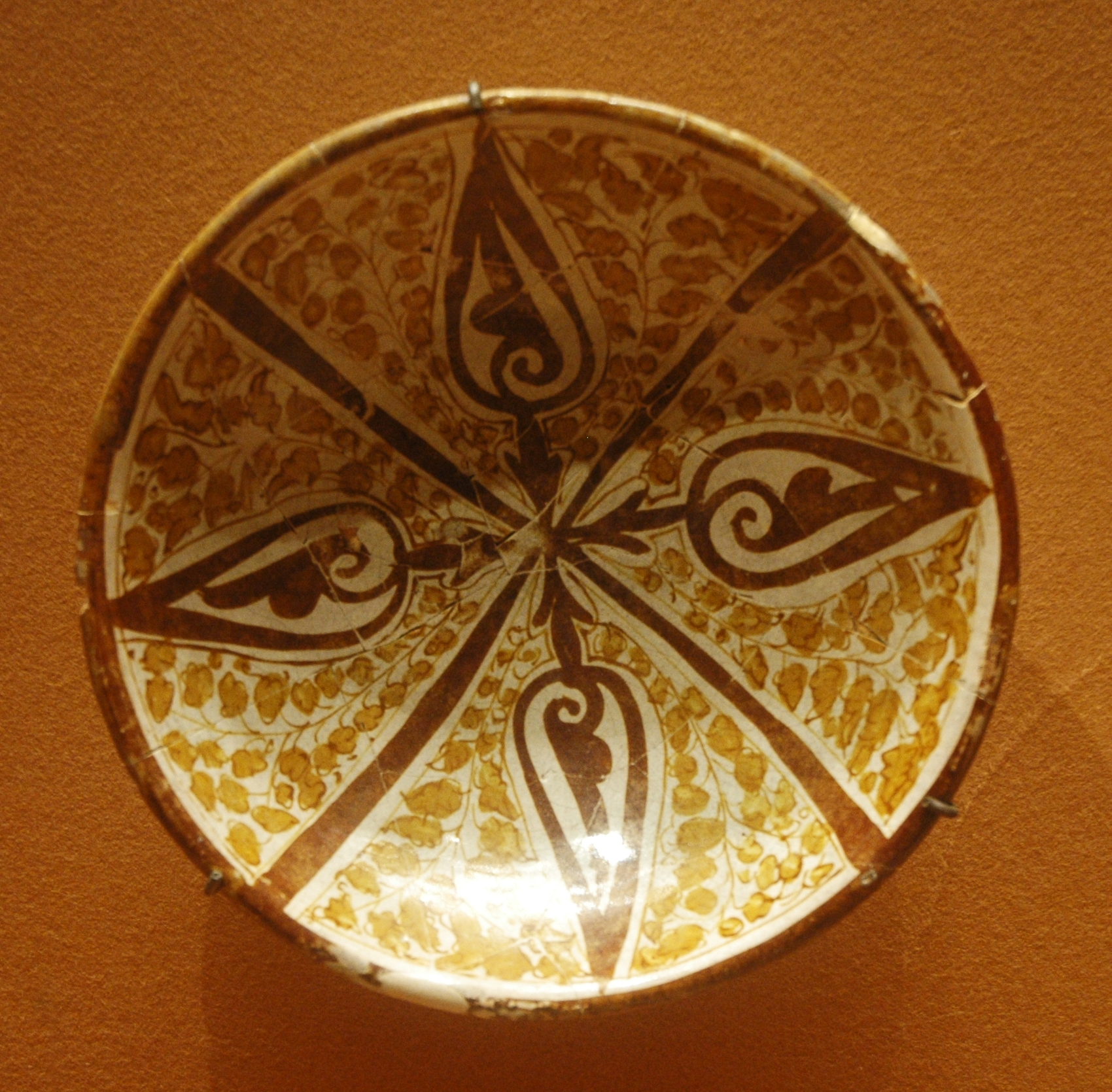
فن إسلامي from Iraq, terracotta cup, 9th century
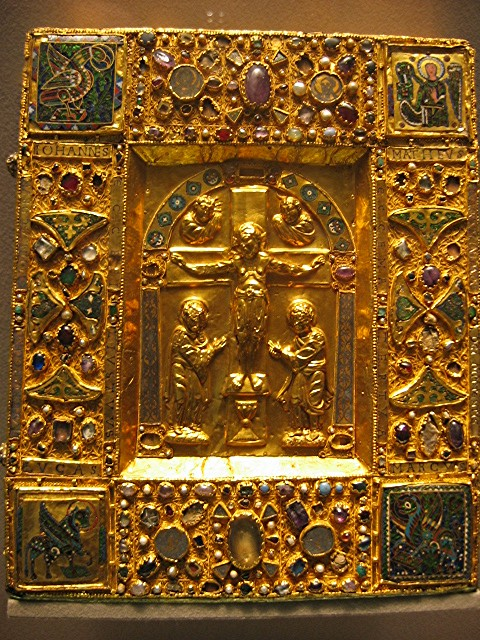
فن رومانسكي from ماستريخت, Reliquary, 11th century
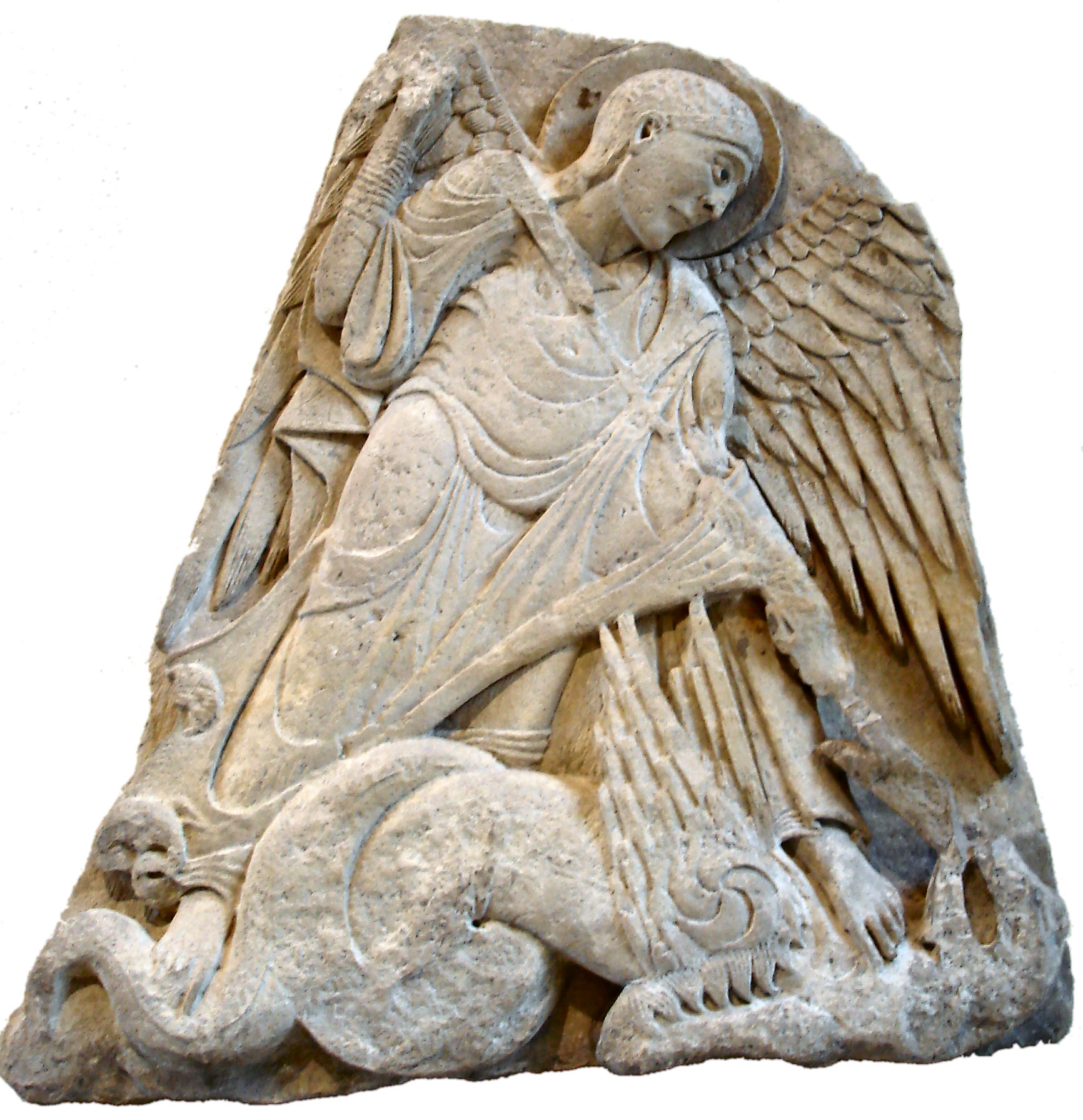
عمارة رومانسكية from France, St Michael and the Devil, 12th century
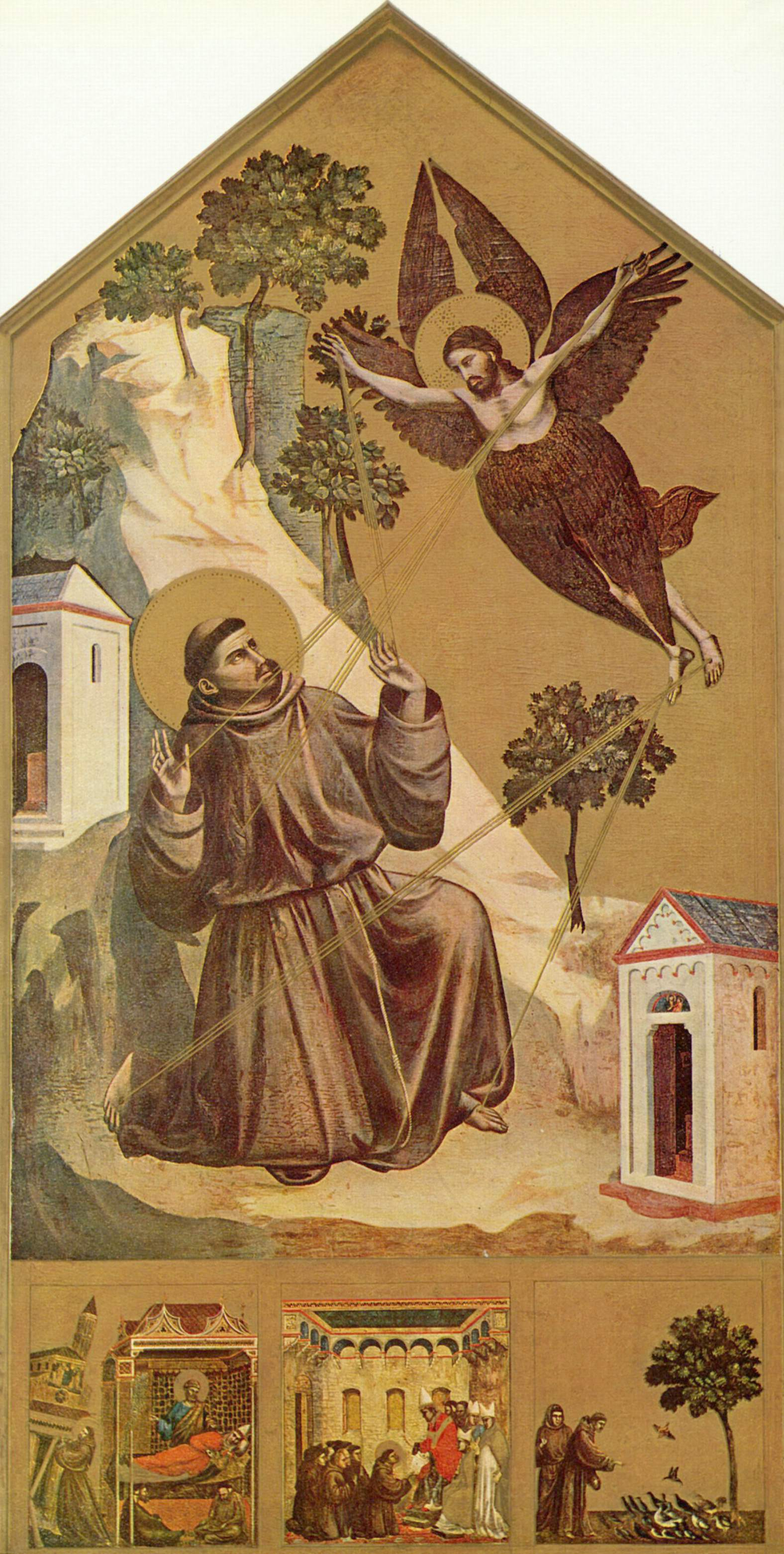
لوحات عصر النهضة الإيطالية, St Francis receiveing the stigmata, جوتو دي بوندوني, c.1300
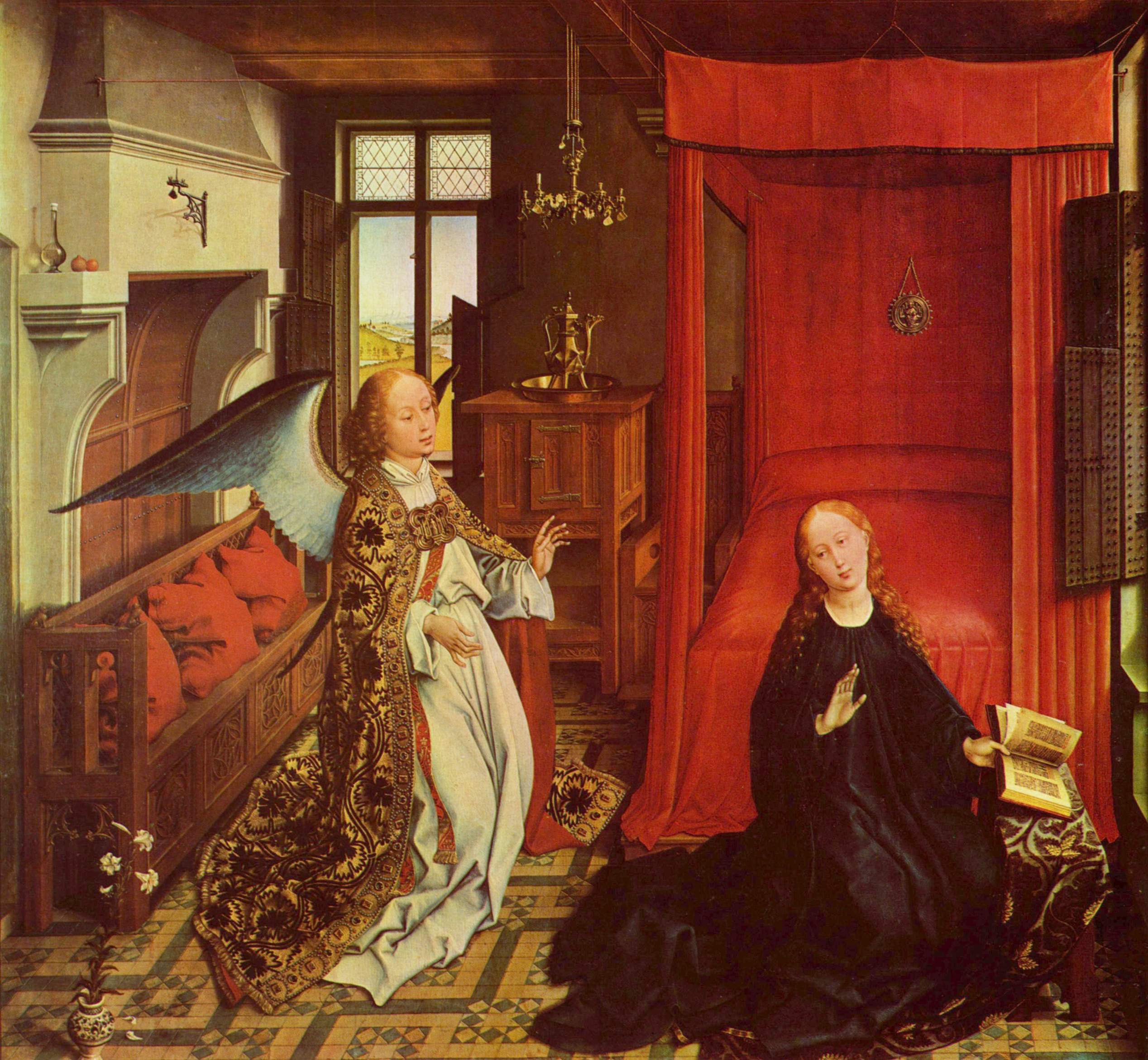
الرسم الهولندي المبكر, The Annunciation, روجير فان در فايدن, 1435
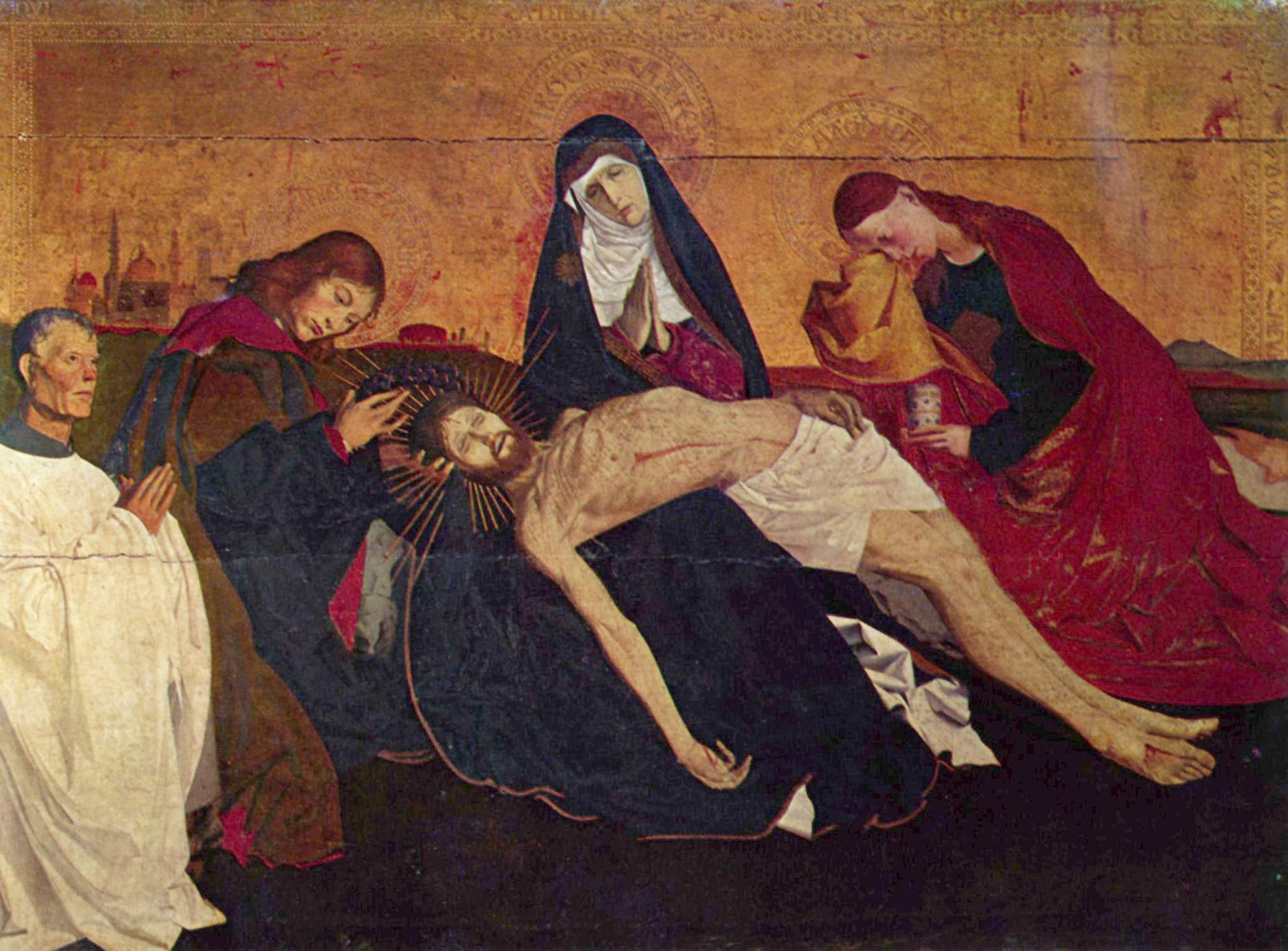
فن قوطي from France, The Pieta of Villeneuve les Avignon, Enguerrand Quarton,[102] 1460
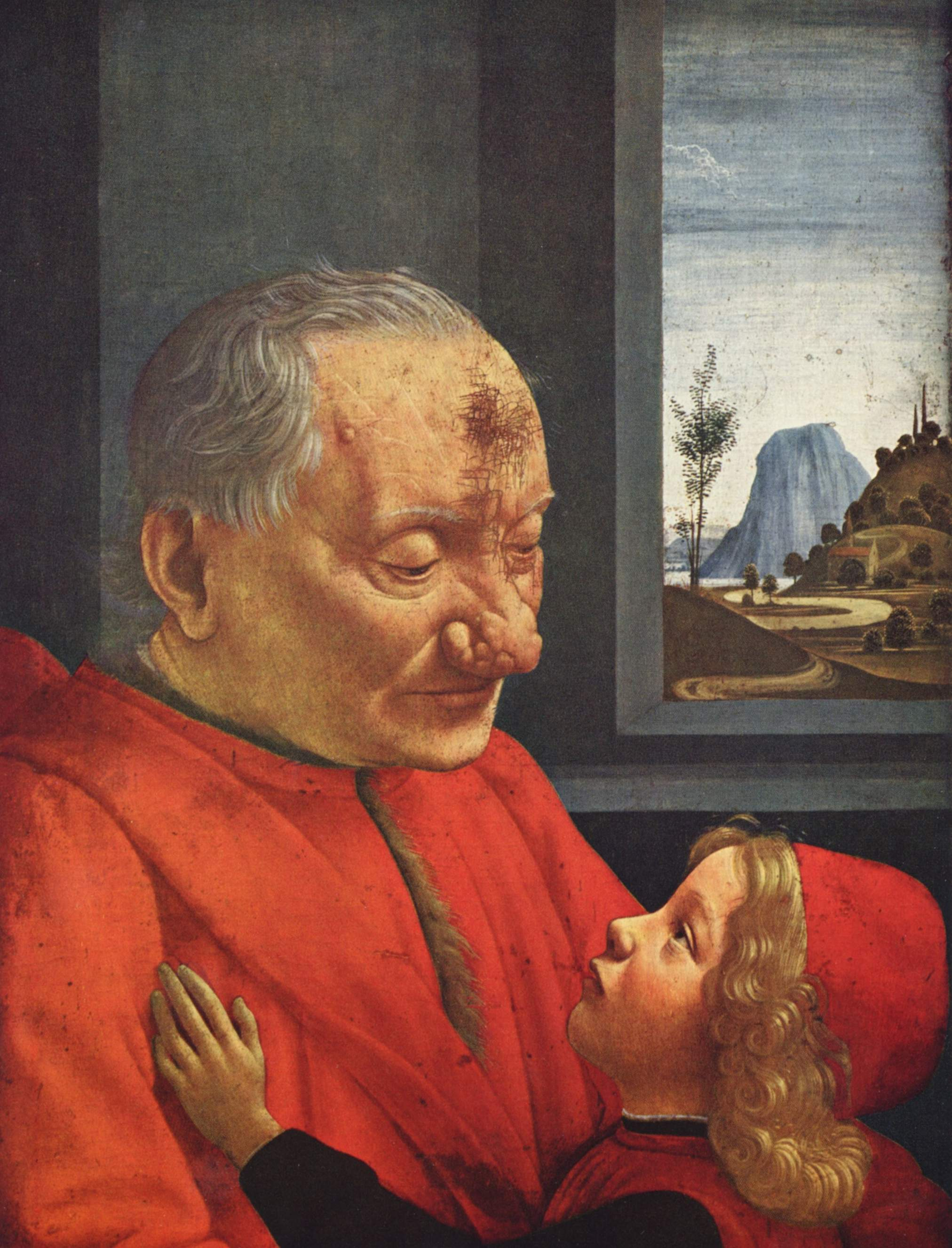
لوحات عصر النهضة الإيطالية, Portrait of an old man and his grandson, Ghirlandaio, 1488
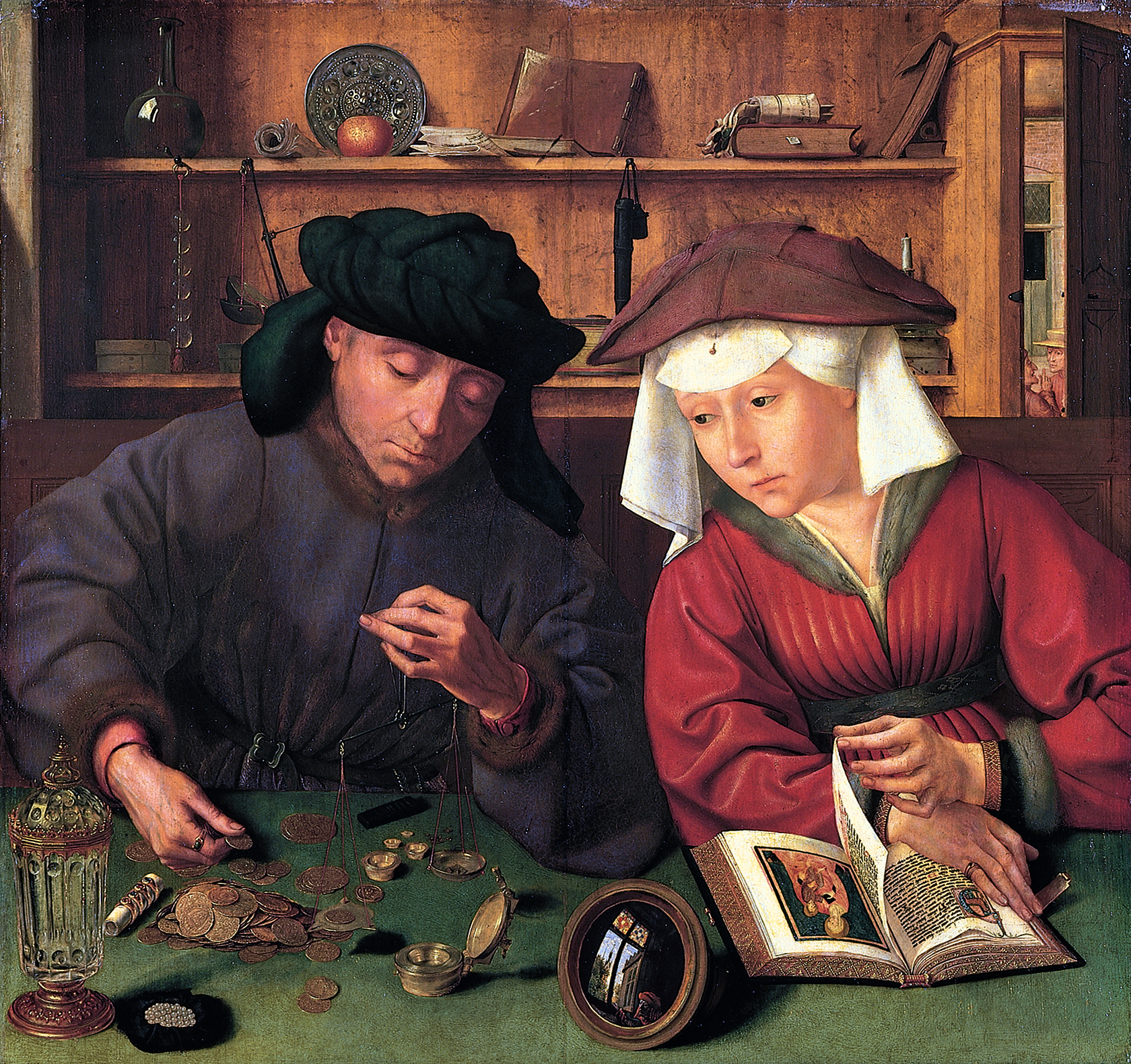
Flemish painting, The Moneylenders, كوينتين ماتسيس, 1514
لوحات عصر النهضة الإيطالية, Baltasar de Castiglione, رفائيل, c.1515
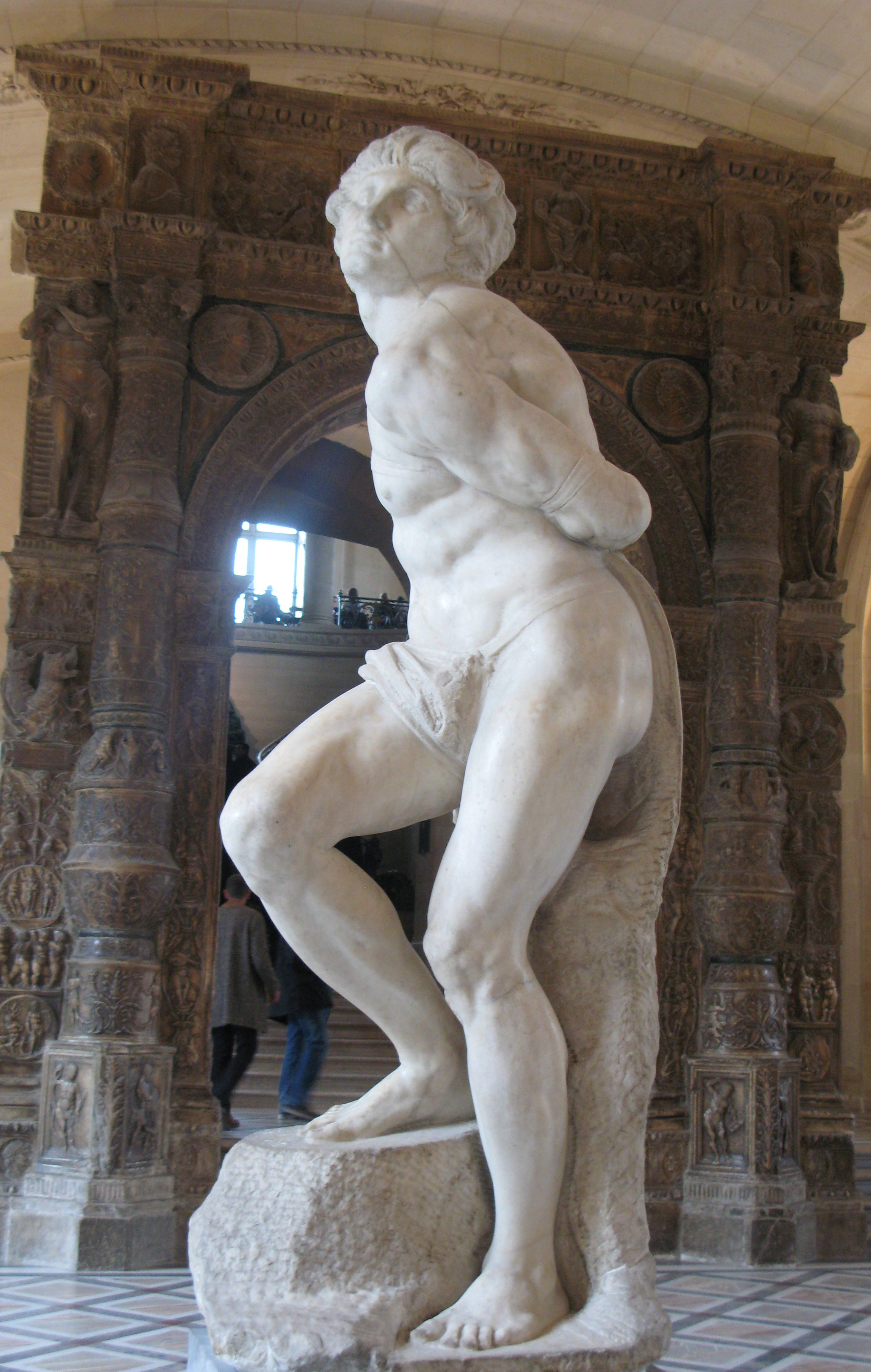
Italian عصر النهضة sculpture, Rebellious slave, ميكيلانجيلو, 1513-16
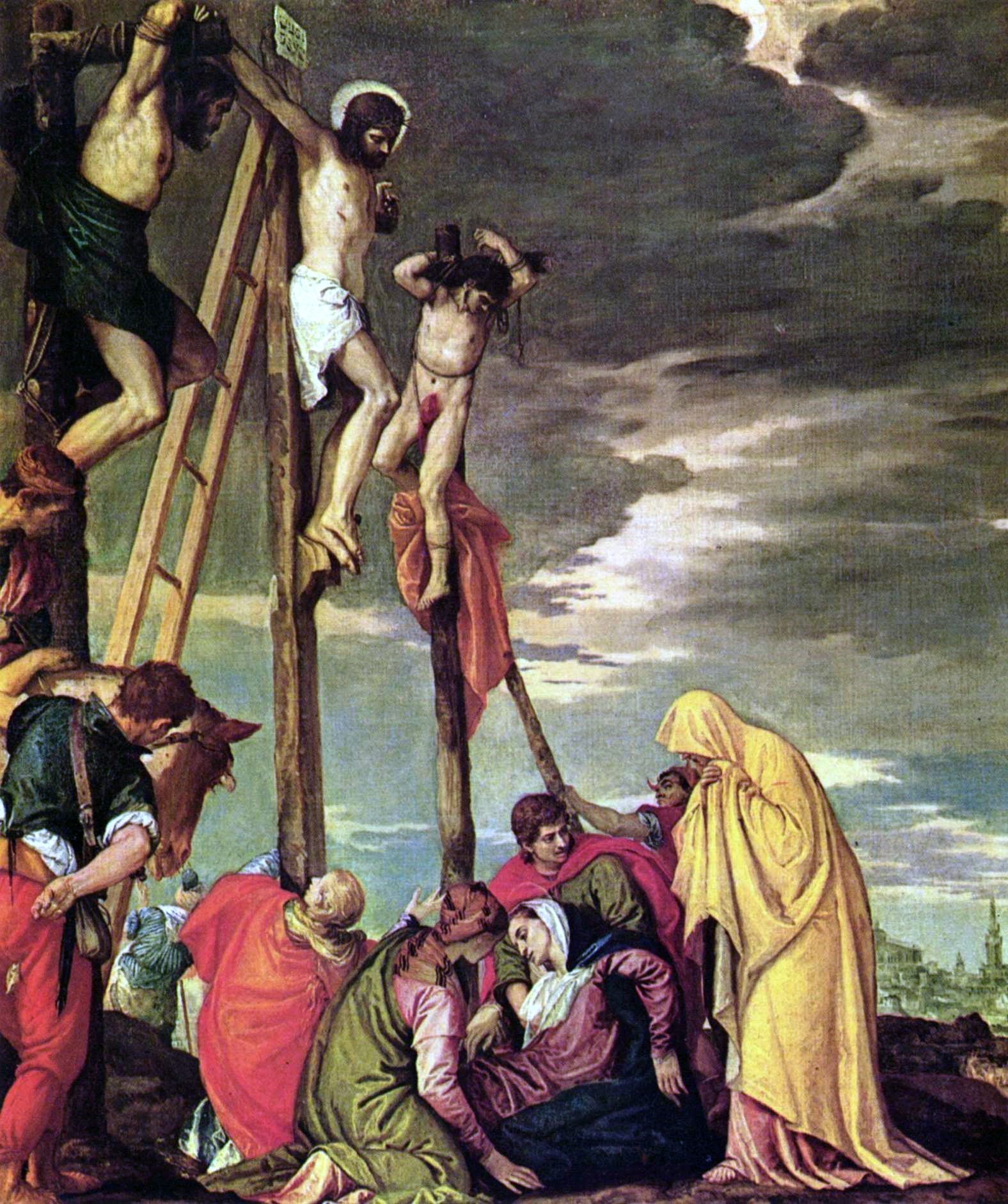
البندقية مانييريزمو painting, The Crucifixion, باولو فرونزه, c.1550
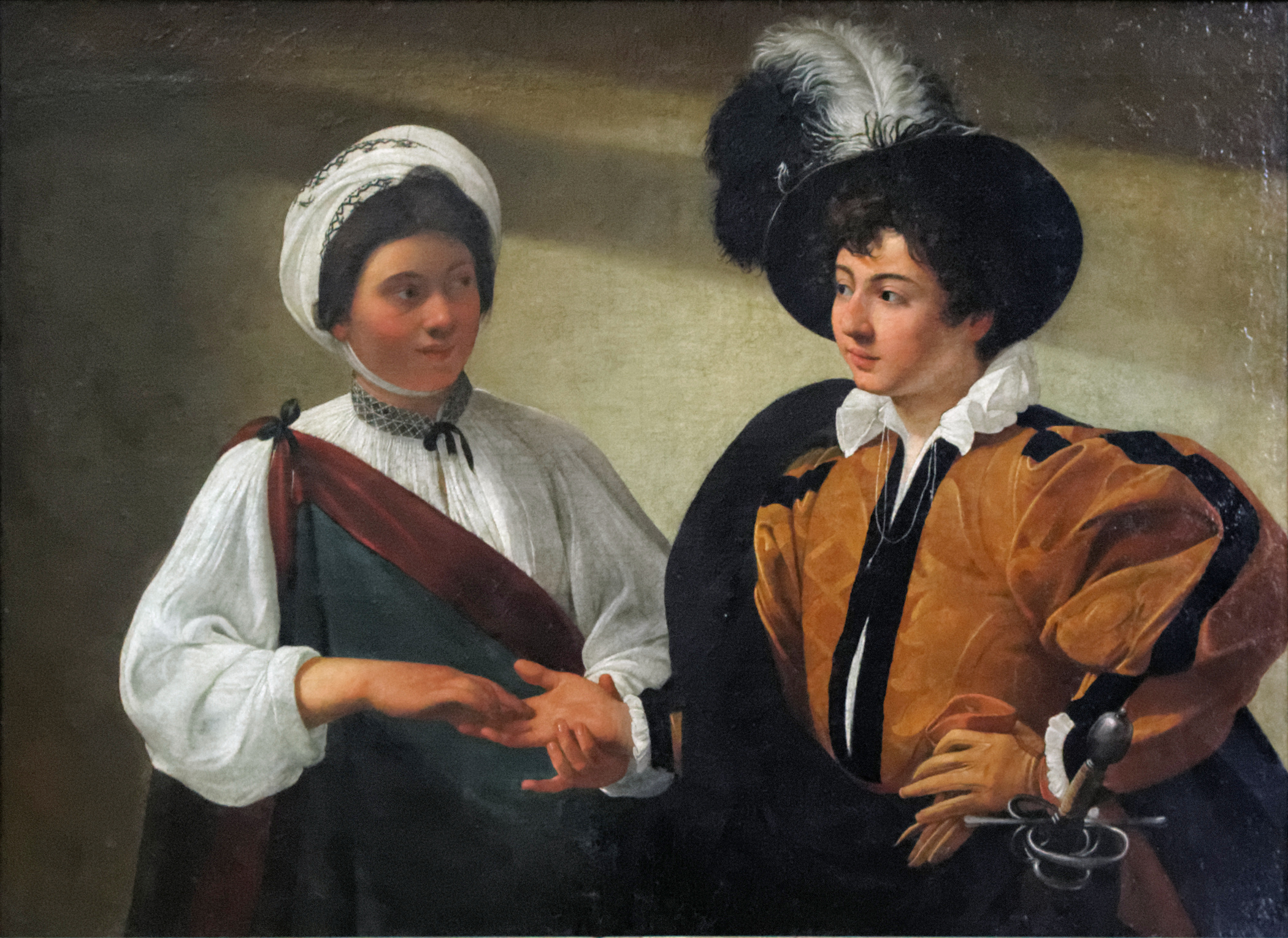
Italian باروكية painting, The Fortune Teller, كارافاجيو, c.1600
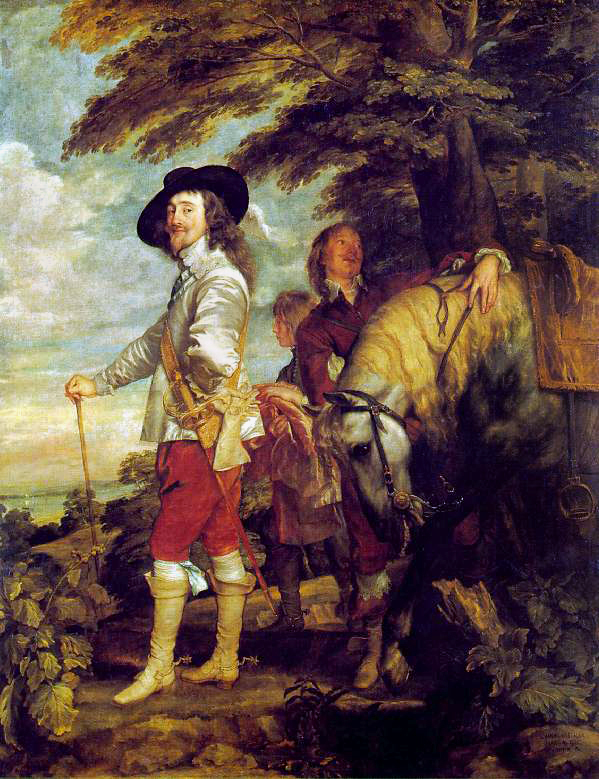
فن إنجليزي, Charles I, أنطوني فان ديك, 1635
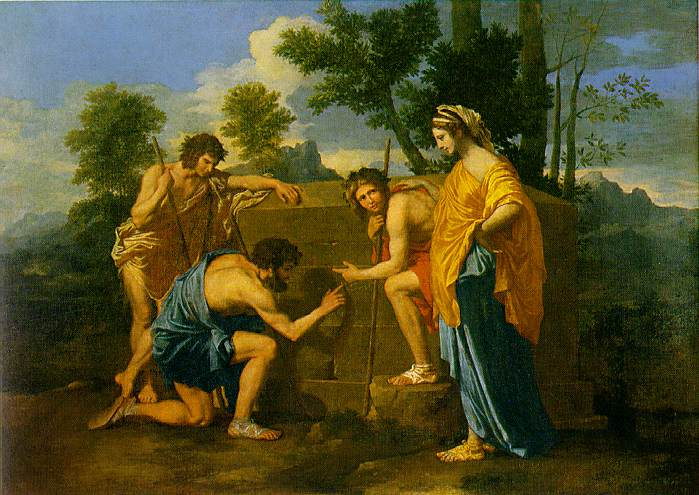
French كلاسيكية, Shepherds of Arcadia, نيكولا بوسان, c.1640
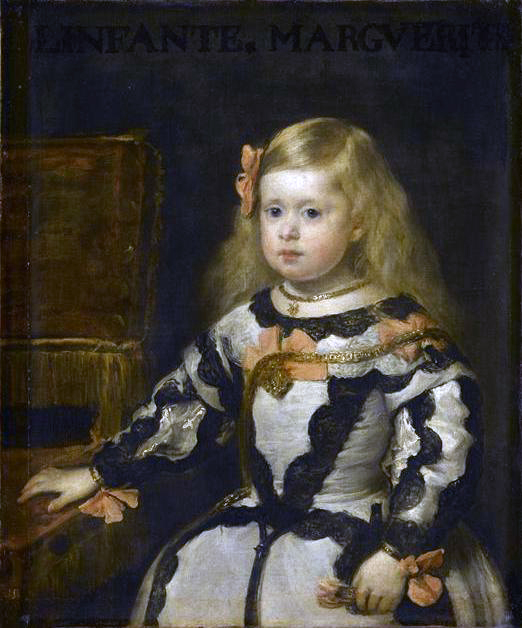
الفن الإسباني, Infanta Maria Margareta, Velazquez, 1655
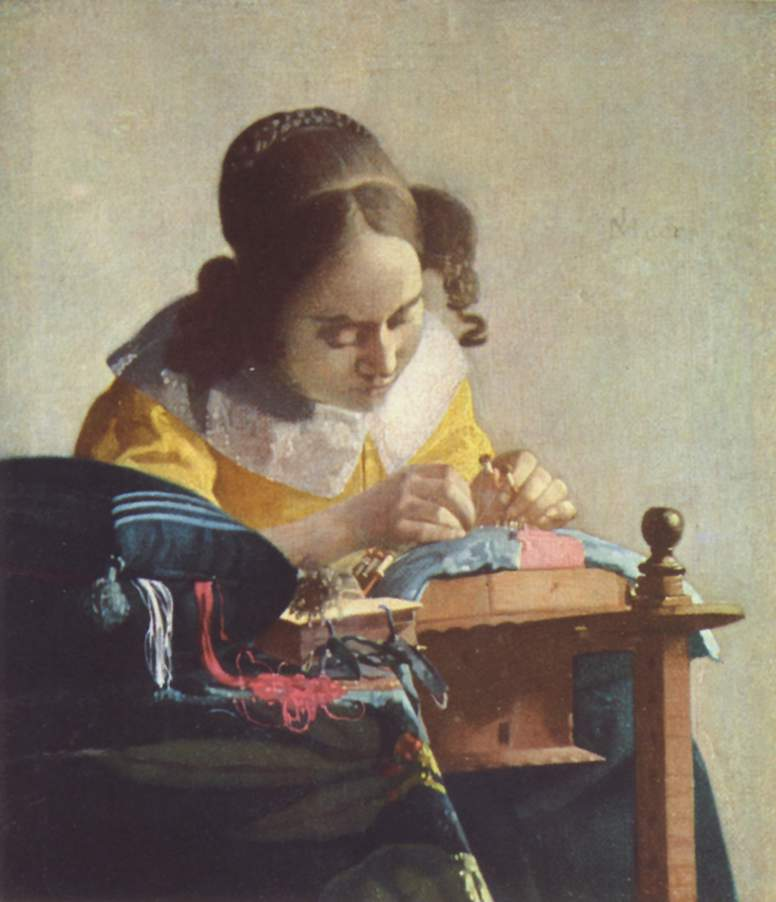
Dutch باروكية, The Lacemaker, يوهانس فيرمير, 1664
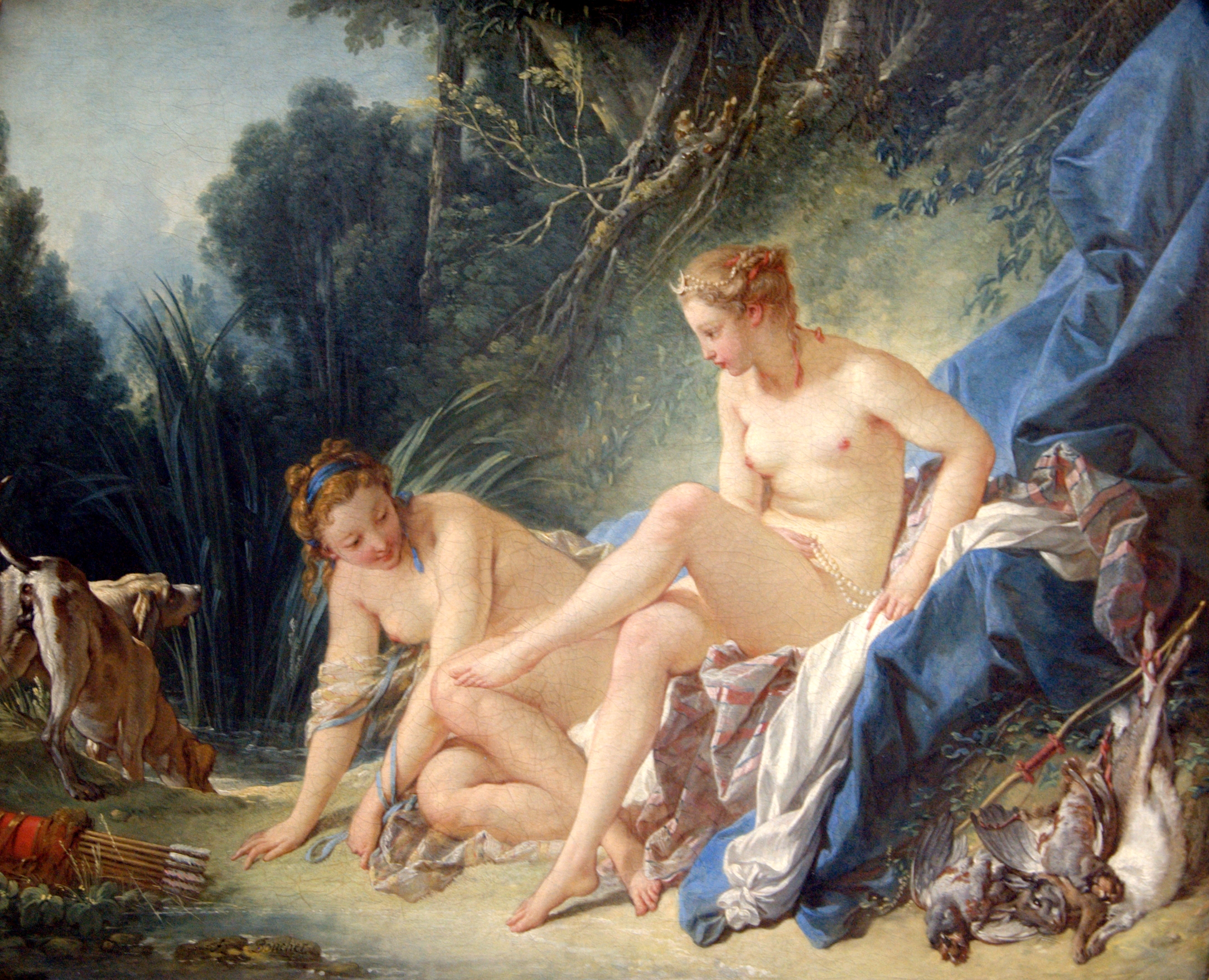
French روكوكو, Diana bathing, Boucher, 1742
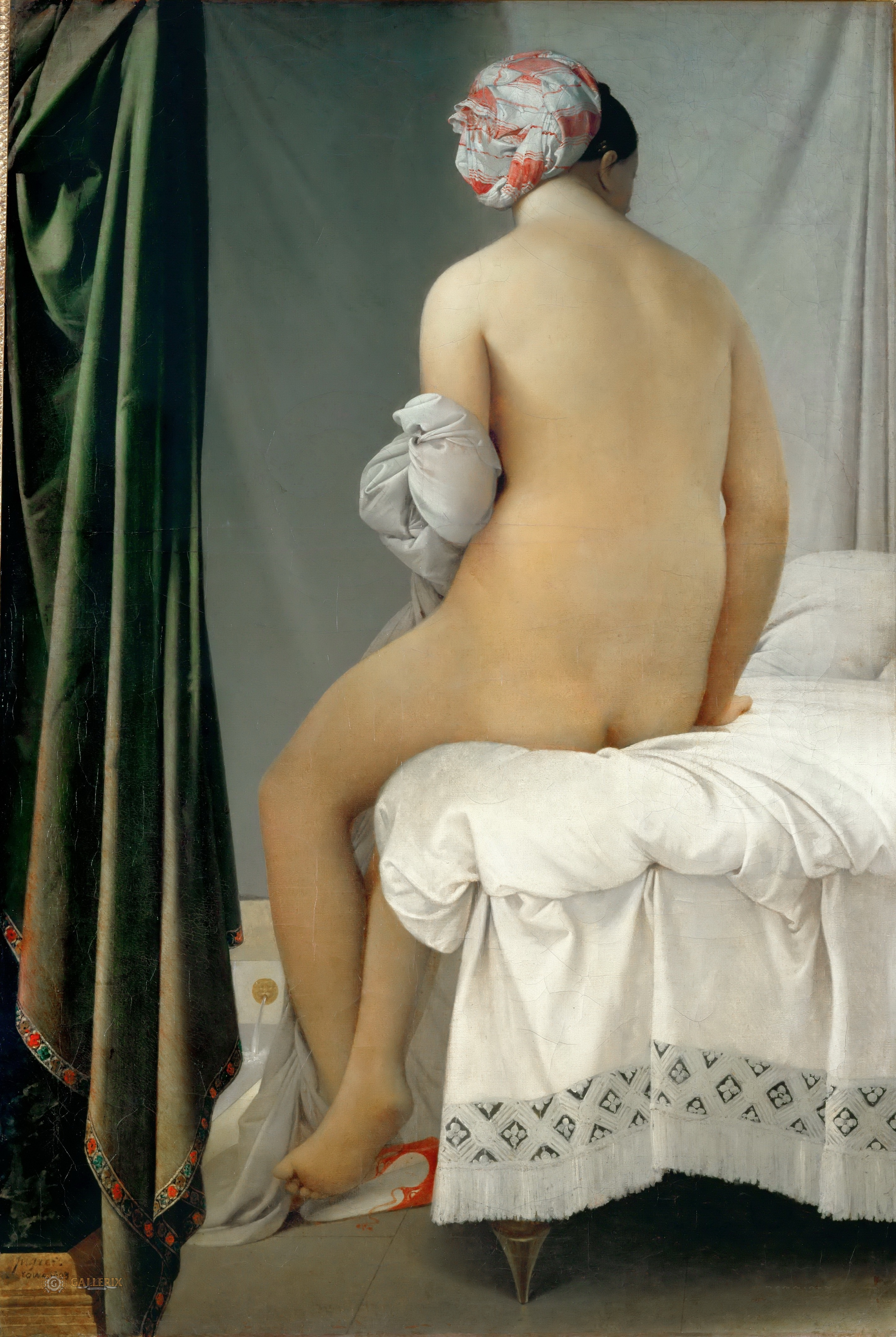
امرأة جالسة بريشة جان أوغست دومينيك إنغر من عام 1808
French رومانسية (فن), Liberty leading the People, أوجين ديلاكروا, 1830
الموناليزا (أشهر لوحات اللوفر بالرغم من صغر حجمها).
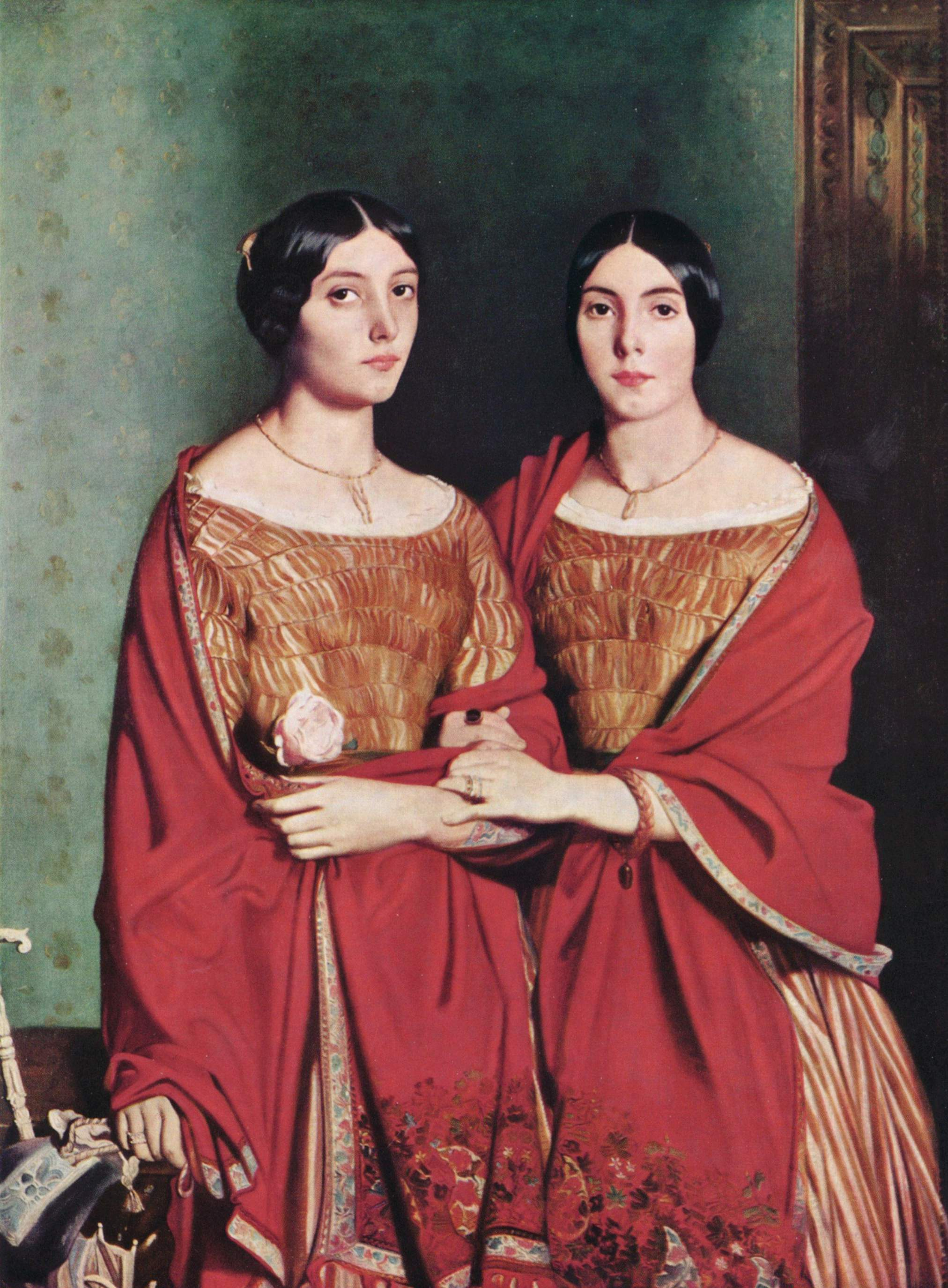
الأختان بورترية بريشة تيودور كاسيريو 1843. متحف اللوفر، باريس.

وهي تحوي على أكثر من مليون قطعة فنية سواء كانت لوحة زيتية أو تمثالاً

## وصلات خارجية
- متحف اللوفر على موقع IMDb (الإنجليزية)
- متحف اللوفر على موقع الموسوعة البريطانية (الإنجليزية)
- متحف اللوفر على موقع ديسكوغز (الإنجليزية)
- الموقع الرسمي لمتحف اللوفر
- "A Closer Look" series - multimedia features focusing on masterpieces from the Louvre (Louvre official web site)
- جولة تخيلية للمتحف اللوفر (360 درجة الإستعراضات)